# 水バラ
水バラ（すいバラ）は、テレビ東京系列で2020年1月15日より毎週水曜日に放送されていた単発特別番組枠である。2025年7月4日金曜日の放送回から旅バラ（たびバラ）に枠名を変更、不定期放送の番組となる。

## 概要
2019年12月25日の放送をもって終了となった『太川蛭子の旅バラ』の後継番組として、2020年1月15日から暫定的に『水バラ』を冠した特番の放送を開始した。内容は、『太川蛭子の旅バラ』企画の『バスvs鉄道乗り継ぎ対決旅』や『ローカル路線バス乗り継ぎの旅』の再編集版のほかに、旅企画以外のバラエティも採用した。公式のtwitterアカウント（@tvtokyo_tagaebi）は『太川蛭子の旅バラ』のものをそのまま使用した。枠としての公式ホームページは設置されなかった。
2020年3月10日に書面で行った4月期の番組改編発表では、「家族で見られるフレームにしたい」「台本はなく、その場に起こることを大事にして予定調和のないハラハラできる番組をたくさん生み出す」として『水バラ』の正式な枠番組化を表明。併せて『バスvs鉄道乗り継ぎ対決旅』企画も『太川蛭子の旅バラ』から引き継ぎ放送することも伝えた。これに併せて『太川蛭子の旅バラ』とは異なるURLの公式ホームページが開設されたが、2020年4月以前に放送された番組は、公式ホームページのバックナンバーには掲載されていない。公式のtwitterアカウント（@tvtokyo_tagaebi）は引き続き、『太川蛭子の旅バラ』のものを使用した。
テレビ東京の水曜ゴールデン・プライムタイムに単発特別番組枠が編成されるのは、2015年10月 - 2017年3月放送の『水曜エンタ』（21:00 - 22:48）以来2年9カ月ぶり、水曜20時台だけでは1983年1月 - 同年3月放送の『水曜大特バン』（『三波伸介の凸凹大学校』打ち切りに伴う編成）以来36年9カ月ぶりとなる。
『太川蛭子の旅バラ』水曜日時代同様、『ソレダメ!〜あなたの常識は非常識!?〜』と時間枠を提供し合って交互に放送している。その際や、2022年9月まで21時台に放送されていた『家、ついて行ってイイですか?』拡大版で当枠設定時間を使用する際には、当番組との合同ではなくそれぞれの番組として放送している。また、2020年3月までの実際の放送開始時間は18時55分だったが、4月からは『ソレダメ』の放送開始時間の変更に伴い、当枠の放送開始時間も18時25分からに変更された。
2023年3月8日放送の「名所名物先取り旅」まで、対決企画の際は地上波のテレビ東京（および同時ネット局）での初回放送のみ67コールを使った視聴者へのプレゼント付き結果予想を行っていた。「バスVS鉄道」「路線バスで鬼ごっこ」「究極の歩き旅」「ぐるり一周対決旅」ではどちらのチームが勝つかの2択だったが、「陣取り合戦」「BINGO対決」「名所名物先取り旅」では引き分けという選択肢も含めた3択となっていた。なお、「バスVS鉄道」「1歩1円ウォー金グ対決旅」では公表されているルール上、必ずどちらかがゴールまでたどり着き勝利できるとは限らない状態であった。
2025年4月以降は同枠で『世界を救う!ワンにゃフル物語 柴と三毛と亀梨くん』が、『ソレダメ!』や単発企画らと交互に放送されるようになった。当枠で放送していた「ローカル路線バス乗り継ぎ対決旅 陣取り合戦」企画は2月と4月に1回ずつ木曜日に放送された。3月26日放送の『バスVS鉄道 乗り継ぎ対決旅23 春の群馬～長野!美食&名湯攻略SP』が、『水バラ』の枠名を冠した最後の作品となった。
その後、2025年7月4日金曜日の『バスVS鉄道 乗り継ぎ対決旅24 夏に行きたい観光スポット攻略SP』から枠名を『旅バラ』に変更して放送された。公式ホームページのURL、公式X（旧twitter）アカウント（@tvtokyo_tagaebi）ともに『水バラ』と同じものを継承した。
2025年7月5日土曜日12:15 - 14:15には、太川陽介のバス旅新シリーズ『バス乗り継ぎのプロ!太川陽介から逃げ切れるか【夏の群馬高崎決戦SP】』が当枠から独立した番組として放送された。

## 放送リスト

### 暫定枠時代
※放送時間 水曜日18:55 - 21:00
| 2020年1月15日 - 3月25日（7） | 2020年1月15日 - 3月25日（7） | 2020年1月15日 - 3月25日（7）                                                        | 2020年1月15日 - 3月25日（7） | 2020年1月15日 - 3月25日（7） |
| 回                           | 放送日                       | タイトル                                                                            | 出演者 | 備考 |
| ---------------------------- | ---------------------------- | ----------------------------------------------------------------------------------- | --- | --- |
| 1                            | 2020年 1月15日               | 笑われるニホン人                                                                    | 【MC】バナナマン 【アシスタント】竹﨑由佳（テレビ東京アナウンサー） 【緑のおじさんの愛娘パー子】道上愛弓 【パネラー】カミナリ、菊池風磨（Sexy Zone）、出川哲朗、久本雅美、フワちゃん 【識者】加賀美幸子、金田一秀穂、竹元正美、西出博子 【ナレーション】加賀美幸子、牧原俊幸                                                       | タイトルに『水バラ』表記なし。 シリーズ企画第3弾 1. 2019年7月8日 21:00 - 22:48 2. 2019年9月18日 18:55 - 21:00                                    |
| 2                            | 1月29日                      | 水バラ ローカル路線バスVSローカル鉄道 乗り継ぎ対決旅2 秩父～日光                    | 【バスチーム】太川陽介、土屋アンナ、内山信二 【鉄道チーム】村井美樹、馬場ももこ、じゅんいちダビッドソン 【手紙】蛭子能収 【ナレーター】服部伴蔵門 | シリーズ企画第2弾 1. 2019年11月13日 18:55 - 21:00                                                                                                |
| 3                            | 2月5日                       | ザキヤマが○時○分、そこ行きます!ロケスケ流出ふれあい旅 【日光鬼怒川～会津】          | 【旅人】山崎弘也（アンタッチャブル）、土屋アンナ、寺脇康文 【ナレーター】飯尾和樹（ずん） | タイトルに『水バラ』表記なし。 冠企画第3弾 1. 2019年6月1日 18:30 - 19:54 2. 2019年12月21日 18:30 - 19:54 3. 当回 4. 2020年10月24日 18:30 - 19:54 |
| 4                            | 2月19日                      | 水バラ もう一度見たい!ローカル路線バス乗り継ぎの旅 特別編! 新宿～新潟ふれあい珍道中 | 【旅人】太川陽介、蛭子能収 【マドンナ】田中律子 【ナレーター】キートン山田 | 『ローカル路線バス乗り継ぎの旅 第13弾』（2013年1月5日）再編集版。                                                                                |
| 5                            | 2月26日                      | 水バラ もう一度見たい!ローカル路線バス乗り継ぎの旅 特別編                           | 【旅人】太川陽介、蛭子能収 【マドンナ】さとう珠緒 【ナレーター】キートン山田 | 『ローカル路線バス乗り継ぎの旅 第15弾』（2013年8月31日）再編集版。                                                                               |
| 6                            | 3月4日                       | 水バラ 0.1%の奇跡!逆転無罪ミステリー 【実録!衝撃冤罪6連発】                         | 【MC】田村淳（ロンドンブーツ1号2号） 【スタジオゲスト】松嶋尚美、澤部佑（ハライチ）、枡田絵理奈 【再現VTR出演】雛形あきこ、春日俊彰（オードリー）、尼神インター、白鳥久美子（たんぽぽ）、カミナリ 【コメント弁護士】福崎伸一郎、市川寛、渥美陽子 【進行】福田典子（テレビ東京アナウンサー） 【ナレーター】マリリン山田、小野寺一歩 | 18:55 - 22:00 シリーズ企画第3弾。 1. 2019年6月10日 19:00 - 21:00 2. 2019年9月27日 18:55 - 20:50 3. 当回 4. 2020年9月21日 18:55 - 20:50           |
| 7                            | 3月25日                      | 水バラ ローカル路線バス乗り継ぎの旅 特別編! 松阪→松本城ふれあい珍道中               | 【旅人】太川陽介、蛭子能収 【マドンナ】加藤紀子 【ナレーター】キートン山田 | 『ローカル路線バス乗り継ぎの旅 第12弾』（2012年9月1日）再編集版。                                                                                |

### 『水バラ』枠時代
※放送時間 水曜日18:25 - 21:00

#### 2020年
| 2020年4月8日 - 12月30日（18） | 2020年4月8日 - 12月30日（18） | 2020年4月8日 - 12月30日（18）                                                     | 2020年4月8日 - 12月30日（18） | 2020年4月8日 - 12月30日（18） |
| 回                            | 放送日                        | タイトル                                                                          | 出演者 | 備考 |
| ----------------------------- | ----------------------------- | --------------------------------------------------------------------------------- | --- | --- |
| 1                             | 4月8日                        | ローカル路線バスVS鉄道 乗り継ぎ対決旅3 富岡製糸場～松本城                         | 【バスチーム】太川陽介、中川翔子、村上健志（フルーツポンチ） 【鉄道チーム】村井美樹、ゆきぽよ、あらぽん（ANZEN漫才） 【ナレーター】服部伴蔵門                                                                                        | |
| 2                             | 4月22日                       | 電車・バス・モノレールで行く!よゐこのすごろく旅 春の湘南鎌倉                      | 【濱口チーム】濱口優（よゐこ）、ウド鈴木（キャイ〜ン）、朝日奈央 【有野チーム】有野晋哉（よゐこ）、山西惇、光浦靖子（オアシズ） 【ナレーター】堀井真吾                                                                               | 『すごろく旅』企画第14弾・冠シリーズ第2弾 1. 2019年3月2日 18:30 - 21:00 |
| 3                             | 5月20日                       | ローカル路線バス乗り継ぎ対決旅 ～春の伊豆半島から富士山へ!路線バスで陣取り合戦!～ | 【太川チーム】太川陽介、丸山桂里奈、塚田僚一（A.B.C-Z） 【川崎チーム】川崎麻世、西野未姫、河合郁人（A.B.C-Z） 【ナレーター】バカボン鬼塚 【アラームの声】蛭子能収                                                                    | |
| 4                             | 6月3日                        | もう一度見たい!ローカル路線バス乗り継ぎの旅 特別編                                | 【旅人】太川陽介、蛭子能収 【マドンナ】宮地真緒 【ナレーター】キートン山田 | 『ローカル路線バス乗り継ぎの旅 第17弾』（2014年4月26日）再編集版。 |
| 5                             | 6月17日                       | 太川&蛭子のバス旅 ～全部見せますラストラン未公開SP～                              | 【旅人】太川陽介、蛭子能収 【マドンナ】加藤紀子、さとう珠緒、熊切あさ美 【ナレーター】茂木淳一 【収録ゲスト】キートン山田、伊集院光、中川翔子                                                                                        | 『太川蛭子の旅バラ バス旅2019ラストラン2時間半SP郡山～銀山温泉』（2019年12月25日）の未公開映像や これまでのバス旅の名場面を含む再編集版と、それを鑑賞しながら新たに収録したトーク部分を含む。 |
| 6                             | 7月8日                        | 世界が騒然!本当にあった㊙衝撃ファイル                                             | 【出演者】高橋英樹、鈴木紗理奈、山下耀子 | シリーズ企画第17弾。 |
| 7                             | 7月22日                       | 太川蛭子ローカル鉄道寄り道旅 箱根登山電車再開記念 伊勢原～箱根                    | 【旅人】太川陽介、蛭子能収 【マドンナ】久松郁実 【ナレーター】渡辺菜生子 | シリーズ企画第10弾 前身番組の『太川蛭子の旅バラ』で2019年10月16日に放送予定だったが、放送直前に令和元年東日本台風で被災したロケ路線や地域住民等に配慮して急遽放送を休止、延期した。 その後、同台風の影響で一部区間が運休していた箱根登山電車の運転再開（7月23日）に合わせ、復活記念特番として放送した。 |
| 8                             | 7月29日                       | ローカル路線バスVS鉄道 乗り継ぎ対決旅4 能登の陣 金沢～輪島                        | 【バスチーム】太川陽介、荻野由佳（NGT48）、アントニー（マテンロウ) 【鉄道チーム】村井美樹、はるな愛、チャンカワイ（Wエンジン） 【ナレーター】服部伴蔵門                                                                              | 18:25 - 22:00 |
| 9                             | 8月19日                       | 行くぞ夏の富士山!電車&バスで回るルーレット旅                                      | 【東MAXチーム】東貴博（Take2）、熊切あさ美、浜谷健司（ハマカーン) 【塚地チーム】塚地武雅（ドランクドラゴン）、西野未姫、金田哲（はんにゃ） 【ナレーター】落合福嗣                                                                    | 『ルーレット旅』企画の新シリーズ。 |
| 10                            | 8月26日                       | 最恐映像ノンストップ8 最恐の怪談家、稲川淳二が深夜の廃校で恐怖を語る              | 【MC】中山秀征 【ナビゲート】三木大雲 【スペシャルゲスト】稲川淳二 【ゲスト】西村知美、土田晃之、藤田ニコル、サンシャイン池崎 【映像】池田貴族 【ナレーター】野沢由香里、杉田智和                                                    | 18:25 - 22:00 シリーズ企画第8弾。 #真夏の絶恐映像 日本で一番コワい夜を参照。 |
| 11                            | 9月23日                       | ローカル路線バスVS鉄道 乗り継ぎ対決旅5 函館～洞爺湖～小樽                         | 【バスチーム】太川陽介、島崎遥香、はなわ 【鉄道チーム】村井美樹、井上咲楽、平子祐希（アルコ&ピース） 【ナレーター】服部伴蔵門 | 18:25 - 22:00 |
| 12                            | 10月14日                      | THEすごろく旅 名所名物探し in秋の日光 宇都宮～栃木～日光                          | 【原田チーム】原田龍二、鈴木奈々、木本武宏（TKO） 【丸山チーム】丸山桂里奈、じゅんいちダビッドソン、今野浩喜 【ナレーター】落合福嗣                                                                                                  | 『すごろく旅』企画第15弾 |
| 13                            | 10月21日                      | ローカル路線バス乗り継ぎ対決旅 陣取り合戦（2） 房総半島 鴨川～成田山              | 【太川チーム】太川陽介、塚田僚一（A.B.C-Z）、松井珠理奈（SKE48） 【河合チーム】河合郁人（A.B.C-Z）、 パックン（パックンマックン）、別府ともひこ（エイトブリッジ） 【ナレーター】バカボン鬼塚 【アラームの声】蛭子能収                | 18:25 - 22:00 ※2021年2月10日に再編集版・感想戦を放送。 |
| 14                            | 11月11日                      | ローカル路線バスVS鉄道 乗り継ぎ対決旅6 ～信州縦断!紅葉の旅～                      | 【バスチーム】太川陽介、横山由依（AKB48）、たかし（トレンディエンジェル） 【鉄道チーム】村井美樹、高城れに（ももいろクローバーZ）、黒瀬純（パンクブーブー） 【ナレーター】服部伴蔵門                                                 | 18:25 - 22:00 ※2021年3月24日に再編集版・感想戦を放送。 |
| 15                            | 11月18日                      | ローカル路線バス 陣取り対決旅3 初の県境越え!山形～宮城                            | 【太川チーム】太川陽介、加藤諒、安藤美姫 【河合チーム】河合郁人（A.B.C-Z）、 別府ともひこ（エイトブリッジ）、川村エミコ（たんぽぽ） 【ナレーター】バカボン鬼塚 【アラームの声】蛭子能収                                              | 18:25 - 22:00 |
| 16                            | 12月2日                       | 世界が騒然!本当にあった㊙衝撃ファイル                                             | 【出演者】高橋英樹、鈴木紗理奈、神田愛花 【ナレーター】林田尚親、三石琴乃、鈴木省吾 【声の出演】佐藤せつじ、佐藤美由希、滝沢ロコ、西凜太朗、根本圭子、真殿光昭、丸山壮史、森なな子、山咲しづ香、うすいたかやす、川崎恵理子、西田紘二 | 18:25 - 22:00 シリーズ企画第23弾。 |
| 17                            | 12月9日                       | 世界が騒然!本当にあった㊙衝撃ファイル                                             | 【出演者】高橋英樹、鈴木紗理奈、神田愛花 【ナレーター】林田尚親、三石琴乃 【声の出演】佐藤せつじ、佐藤美由希、滝沢ロコ、綱島郷太郎、西凜太朗、根本圭子、平野潤也、丸山壮史、弓場沙織、うすいたかやす、川崎恵理子、西田紘二           | シリーズ企画第24弾。 |
| 18                            | 12月30日                      | ローカル路線バスVS鉄道 乗り継ぎ対決旅7 京都・仁和寺～兵庫・姫路城                 | 【バスチーム】太川陽介、浅田舞、ちゅうえい（流れ星） 【鉄道チーム】村井美樹、田村亮（ロンドンブーツ1号2号）、渚（尼神インター） 【ナレーター】服部伴蔵門                                                                             | 17:55 - 22:00 |

#### 2021年
| 2021年1月13日 - 12月29日（27） | 2021年1月13日 - 12月29日（27） | 2021年1月13日 - 12月29日（27）                                               | 2021年1月13日 - 12月29日（27） | 2021年1月13日 - 12月29日（27）                                          |
| 回                             | 放送日                         | タイトル                                                                     | 出演者 | 備考                                                                    |
| ------------------------------ | ------------------------------ | ---------------------------------------------------------------------------- | --- | ----------------------------------------------------------------------- |
| 19                             | 1月13日                        | 内村のツボる動画 【世界1000万再生超え!衝撃映像ベスト50連発】                 | 【MC】内村光良、近藤春菜（ハリセンボン）、澤部佑（ハライチ） 【ゲスト】陣内智則、山之内すず、大松絵美 【出演】くっきー!（野性爆弾）、放課後ハートビート、東京ホテイソン、MAX鈴木、カワザイル、もぐもぐさくら/他 | シリーズ企画第12弾。                                                    |
| 20                             | 1月20日                        | ローカル路線バス対決旅 路線バスで鬼ごっこ! 群馬・高崎～伊香保温泉            | 【太川チーム】太川陽介、筧美和子、徳井健太（平成ノブシコブシ） 【松本チーム】松本利夫（EXILE）、宮澤佐江、スギちゃん 【ナレーター】DJ.ナイク 【アラームの声】蛭子能収 | 18:25 - 22:00                                                           |
| 21                             | 2月10日                        | ローカル路線バス対決旅 陣取り合戦SP 房総半島 鴨川～成田山                    | ※シリーズ第2弾（2020年10月21日）の再編集版・感想戦。 【スタジオ出演】太川陽介、蛭子能収、パックン（パックンマックン）、別府ともひこ（エイトブリッジ） 【リモート出演】河合郁人（A.B.C-Z） 【ナレーター】バカボン鬼塚 | 18:25 - 22:00                                                           |
| 22                             | 2月24日                        | ローカル路線バスVS鉄道 乗り継ぎ対決旅SP 盛岡～青森・八甲田山                 | ※シリーズ第1弾（『太川蛭子の旅バラ』枠2019年11月13日）の再編集版・感想戦。 【スタジオ出演】太川陽介、村井美樹、伊集院光 【ナレーター】服部伴蔵門 |                                                                         |
| 23                             | 3月3日                         | 世界が騒然!本当にあった㊙衝撃ファイル                                        | 【出演者】高橋英樹、鈴木紗理奈、神田愛花 【ナレーター】林田尚親、三石琴乃 【声の出演】江川央生、落合るみ、咲野俊介、塩屋浩三、庄司将之、根本圭子、野島健児、林真里花、福田賢二、和多田美咲、うすいたかやす、川崎恵理子、西田紘二 | シリーズ企画第31弾。                                                    |
| 24                             | 3月10日                        | 内村のツボる動画 【1000万再生動画＆大食い軍団vs100倍巨大寿司】               | 【MC】内村光良、近藤春菜（ハリセンボン）、澤部佑（ハライチ） 【ゲスト】山本耕史、カジサック、齊藤京子（日向坂46） 【出演】ハリウッドザコシショウ、東京ホテイソン、ニューヨーク、エイトブリッジ、丸山礼、Mr.シャチホコ、MAX鈴木、海老原まよい、ぞうさんパクパク、メイガス/他 | シリーズ企画第14弾。                                                    |
| 25                             | 3月24日                        | ローカル路線バスVS鉄道 乗り継ぎ対決旅SP 松本城～新潟・高田城                 | ※シリーズ第6弾（2020年11月11日）の再編集版・感想戦。 【スタジオ出演】太川陽介、村井美樹、横山由依（AKB48）、高城れに（ももいろクローバーZ） 【天の声】チャンカワイ（Wエンジン） 【ナレーター】服部伴蔵門 | 18:25 - 22:00                                                           |
| 26                             | 3月31日                        | 世界が騒然!本当にあった㊙衝撃ファイル 【土壇場からの大逆転SP】               | 【出演者】高橋英樹、鈴木紗理奈、若槻千夏 【ナレーター】林田尚親、三石琴乃、井上麻里奈 【声の出演】青山穣、内田夕夜、川中子雅人、小山力也、佐藤美由希、白石涼子、津田英三、手塚秀彰、豊口めぐみ、林真里花、蓬萊照子、うすいたかやす、川崎恵理子、西田紘二 | 18:25 - 22:00 シリーズ企画第33弾。                                      |
| 27                             | 4月14日                        | ローカル路線バス乗り継ぎ対決旅 陣取り合戦(4) 茨城・取手～水戸                | 【太川チーム】太川陽介、Dream Ami、田渕章裕(インディアンス) 【河合チーム】河合郁人（A.B.C-Z）、 川崎麻世、辰巳雄大(ふぉ～ゆ～) 【ナレーター】バカボン鬼塚 【アラームの声】蛭子能収 | 18:25 - 21:54                                                           |
| 28                             | 4月21日                        | 内村のツボる動画 【世界1000万再生超え!衝撃映像ベスト62連発!】                | 【MC】内村光良、近藤春菜（ハリセンボン） 【ゲスト】天野ひろゆき（キャイ～ン）、高田秋、吉田羊 【出演】アイクぬわら、津田篤宏（ダイアン）、TERU（GLAY）、錦鯉、西村ヒロチョ、ハリウッドザコシショウ、放課後ハートビート、松浦航大、まなまる、見取り図、ミラクルひかる、May J./他 | シリーズ企画第15弾。                                                    |
| 29                             | 5月5日                         | バスVS鉄道 乗り継ぎ対決旅8 春の九州 熊本城～長崎・平戸城                     | 【バスチーム】太川陽介、高山一実（乃木坂46）、岩橋良昌（プラス・マイナス） 【鉄道チーム】村井美樹、中井りか（NGT48）、とにかく明るい安村 【ナレーター】服部伴蔵門 | 18:25 - 21:54                                                           |
| 30                             | 5月19日                        | 内村のツボる動画 【世界でツボった再生回数1億回超え動画大放出SP】             | 【MC】内村光良、近藤春菜（ハリセンボン） 【ゲスト】尾上松也 (2代目)、児嶋一哉（アンジャッシュ）、宇垣美里 【出演】飯尾和樹（ずん）、アイデンティティ、インディアンス、土佐兄弟、MAX鈴木、新井義人、海老原まよい、マーティ・フリードマン、森香澄（テレビ東京アナウンサー）、カズマ・スパーキン、トンコツポンコツ、男スペシャル、磯本五段、マリッジスターこうもと、白桃ピーチよぴぴ/他                                    | シリーズ企画第16弾。                                                    |
| 31                             | 6月9日                         | 新緑の房総半島ぐる～り一周対決旅 木更津～勝浦～木更津                        | 【チーム中澤】中澤佑二、じゅんいちダビッドソン、神田愛花 【チーム安藤】安藤美姫、井本貴史（ライセンス）、岡部麟（AKB48） 【ナレーター】服部潤 |                                                                         |
| 32                             | 6月16日                        | 内村のツボる動画 【2021年上半期総決算!世界1000万再生動画ランキング】         | 【MC】内村光良、近藤春菜（ハリセンボン）、澤部佑（ハライチ） 【ゲスト】小籔千豊、佐々木美玲（日向坂46）、DJ松永（Creepy Nuts） 【出演】AMEMIYA、狩野英孝、河邑ミク、杵渕はな（はなしょー）、西村ヒロチョ、いぬ、女将、げんき〜ず、サモアンスガイ、フタリシズカ、ボヨンボヨン、吉松ゴリラ/他 | シリーズ企画第17弾。                                                    |
| 33                             | 7月7日                         | ローカル路線バス対決旅 路線バスで鬼ごっこ第2弾 in千葉                        | 【太川チーム】太川陽介、浜谷健司(ハマカーン)、丸山桂里奈 【松本チーム】松本利夫（EXILE）、スギちゃん、横粂勝仁 【ナレーター】DJ.ナイク 【アラームの声】蛭子能収 | 18:25 - 21:54                                                           |
| 34                             | 7月14日                        | 真夏の絶恐映像 日本で一番コワい夜(1) "宜保愛子"秘蔵映像…解禁                 | 【出演者】的場浩司、西村知美、藤田ニコル、あばれる君、神田愛花 【再現ドラマ】津田寛治/他 【ロケ出演者】錦鯉、島崎遥香、井上咲楽、別府ともひこ（エイトブリッジ） | 18:25 - 21:54 『最恐映像ノンストップ』シリーズの後継シリーズ企画第1弾。 |
| 35                             | 7月21日                        | 内村のツボる動画 【世界で爆アガリ中!㊙衝撃映像51連発】                       | 【MC】内村光良、近藤春菜（ハリセンボン）、澤部佑（ハライチ） 【ゲスト】池田美優、ケンドーコバヤシ、フワちゃん 【出演】えりなっち、大畑花蓮、女将、オズワルド、東京ホテイソン、土井レミイ杏利、錦鯉、ネルソンズ、MAX鈴木、ますぶちさちよ、箕輪はるか（ハリセンボン）、ジャック豆山、たこやきくん、古澤（お団子まんじゅう）、島田弘久（テレビ東京アナウンサー）、中垣正太郎（テレビ東京アナウンサー）/他                  | シリーズ企画第18弾。                                                    |
| 36                             | 8月11日                        | 夏の箱根で激突!BINGO対決旅 名女優&ジャニーズも参戦SP                         | 【太川チーム】太川陽介、黒谷友香、チャンカワイ（Wエンジン） 【高島チーム】高島礼子、薮宏太（Hey! Say! JUMP）、松嶋尚美 【ナレーター】平井誠一 |                                                                         |
| 37                             | 9月1日                         | ローカル路線バス乗り継ぎ対決旅 第5弾 路線バスで陣取り合戦in長野 茅野～上田城 | 【太川チーム】太川陽介、村重杏奈(HKT48)、瀬下豊(天竺鼠) 【河合チーム】河合郁人（A.B.C-Z）、哲夫(笑い飯)、別府ともひこ(エイトブリッジ) 【ナレーター】バカボン鬼塚 【アラームの声】蛭子能収 | 18:25 - 21:54                                                           |
| 38                             | 9月15日                        | 内村のツボる動画 【世界で爆アガリ!㊙衝撃映像45連発】                         | 【MC】内村光良、近藤春菜（ハリセンボン） 【ゲスト】内田理央、小籔千豊、向井康二（Snow Man） 【出演】小林幸子、マーティ・フリードマン、インディアンス、犬井ゆき、福島善成（ガリットチュウ）、トンコツポンコツ、イノシマ全治6ヶ月、くまりえ、手塚ジャスティス（ポメラン）、冨田有紀（テレビ東京アナウンサー）/他 | シリーズ企画第19弾。                                                    |
| 39                             | 9月29日                        | ローカル路線バス対決旅 路線バスで鬼ごっこ第3弾 県境バトル!成田山～筑波山     | 【太川チーム】太川陽介、アントニー（マテンロウ) 、IMALU 【EXILEチーム】松本利夫（EXILE）、NESMITH（EXILE）、登坂淳一 【ナレーター】DJ.ナイク 【アラームの声】蛭子能収 | 18:25 - 21:54                                                           |
| 40                             | 10月20日                       | BINGO対決旅 in 秋の信州                                                      | 【太川チーム】太川陽介、滝沢沙織、西村瑞樹（バイきんぐ） 【高島チーム】高島礼子、田村亮（ロンドンブーツ1号2号）、誠子（尼神インター） 【ナレーター】平井誠一 |                                                                         |
| 41                             | 11月3日                        | 内村のツボる動画 【世界で爆アガリ!㊙衝撃映像45連発】                         | 【MC】内村光良、近藤春菜（ハリセンボン）、小山慶一郎（NEWS） 【ゲスト】ケンドーコバヤシ、坂口涼太郎、渋谷凪咲（NMB48） 【出演】大黒摩季、天才キッズバンド（佐藤くらら、三宅音太朗、三宅音寧、CHITAA）、東京ホテイソン、MAX鈴木、ますぶちさちよ、しおりの胃袋、おいでやすこが、かみちぃ（ジェラードン）、マッハスピード豪速球、孝行球児、ジュエリー志織、あどばるーん、できたくん、板垣龍佑（テレビ東京アナウンサー）/他 | シリーズ企画第20弾。                                                    |
| 42                             | 11月17日                       | ローカル路線バス乗り継ぎ対決旅 鬼ごっこ4 強敵現る!小田原～河口湖             | 【太川チーム】太川陽介、相川七瀬、関太（タイムマシーン3号） 【松本チーム】松本利夫（EXILE）、本村健太郎、中澤佑二 【ナレーター】DJ.ナイク 【アラームの声】蛭子能収 | 18:25 - 21:54                                                           |
| 43                             | 11月24日                       | 内村のツボる動画 【フェイク動画にゴミ屋敷激変! 超ド級の衝撃映像大連発】      | 【MC】内村光良、近藤春菜（ハリセンボン）、小山慶一郎（NEWS） 【ゲスト】児嶋一哉（アンジャッシュ）、桜井日奈子、森田哲矢（さらば青春の光） 【出演】インディアンス、かすみん（おこさまぷれ〜と。）、ひるちゃん（インポッシブル）、ビコーン!、ミキオ（劇団プロ野球）、ベーグル吉村（ポメラン）、ケビン、孝行球児/他 | 19:54 - 21:54 シリーズ企画第21弾。                                      |
| 44                             | 12月22日                       | 内村のツボる動画 【2万本から選んだ!再生回数世界ランキング】                  | 【MC】内村光良、近藤春菜（ハリセンボン）、小山慶一郎（NEWS） 【ゲスト】鬼越トマホーク、長州力、堀未央奈、宮下草薙 【出演】五十嵐文香、ケビン、佐々木大当たり、タナバター、マサカの地上絵、ミキオ、ミスター大冒険。、吉松ゴリラ、天才キッズバンド（佐藤くらら、三宅音太朗、三宅音寧、CHITAA）、森香澄（テレビ東京アナウンサー)/他                                                                                        | シリーズ企画第22弾。                                                    |
| 45                             | 12月29日                       | ローカル路線バス乗り継ぎ対決旅 陣取り合戦6 新旧バス旅 頂上決戦               | 【太川チーム】太川陽介、山崎静代（南海キャンディーズ）、井上裕介（NON STYLE） 【河合チーム】河合郁人（A.B.C-Z）、羽田圭介、小島よしお 【ナレーター】バカボン鬼塚 【アラームの声】蛭子能収 | 17:55 - 22:00                                                           |

#### 2022年
| 2022年1月26日 - 12月28日（18） | 2022年1月26日 - 12月28日（18） | 2022年1月26日 - 12月28日（18）                                                       | 2022年1月26日 - 12月28日（18） | 2022年1月26日 - 12月28日（18） |
| 回                             | 放送日                         | タイトル                                                                             | 出演者 | 備考                           |
| ------------------------------ | ------------------------------ | ------------------------------------------------------------------------------------ | --- | ------------------------------ |
| 46                             | 1月26日                        | 内村のツボる動画 【洞察力と直感で見抜け! 世界の衝撃映像から閃きクイズSP】            | 【MC】内村光良、近藤春菜（ハリセンボン）、小山慶一郎（NEWS） 【ゲスト】池田美優、IKKO、インディアンス、児嶋一哉（アンジャッシュ)、DAIGO、モグライダー 【出演】五十嵐文香、瀬下豊（天竺鼠）、浜口京子、バイク川崎バイク、ミスター大冒険。 | シリーズ企画第23弾。           |
| 47                             | 2月2日                         | ローカル路線バス乗り継ぎ対決旅 鬼ごっこ 奇跡のルート発見!茨城〜福島                  | 【太川チーム】太川陽介、横山由依、木本武宏（TKO） 【松本チーム】松本利夫（EXILE）、山之内すず、DJ KOO（TRF） 【ナレーター】DJ.ナイク 【アラームの声】蛭子能収 | 18:25 - 21:54                  |
| 48                             | 2月16日                        | 内村のツボる動画 【2260本から選んだ!世界㊙仰天映像クイズSP】                         | 【MC】内村光良、近藤春菜（ハリセンボン）、小山慶一郎（NEWS） 【ゲスト】アンミカ、インディアンス、劇団ひとり、小島瑠璃子、水谷隼 【出演】ぐりんぴーす、天狗、春とヒコーキ、なんとかかんとか、孔雀、さくらだモンスター、冨田有紀（テレビ東京アナウンサー）                                                                                           | シリーズ企画第24弾。           |
| 49                             | 3月2日                         | 内村のツボる動画 【1160本から選んだ!世界㊙仰天映像クイズSP】                         | 【MC】内村光良、近藤春菜（ハリセンボン）、小山慶一郎（NEWS） 【ゲスト】池田美優、板垣李光人、児嶋一哉（アンジャッシュ）、東京ホテイソン、森泉 【出演】ヒロカズ劇場、須藤ジム、ブーメラン学園、ヒグティー、ゆずき（ハッピーエンド）、たむたむ、タバやん。（カゲヤマ）、三戸キャップ。（シンレンサイ）、磯本五段、植草朋樹（テレビ東京アナウンサー） | シリーズ企画第25弾。           |
| 50                             | 3月16日                        | ローカル路線バス乗り継ぎ対決旅 陣取り合戦7 千葉・松戸〜銚子                          | 【太川チーム】太川陽介、高橋みなみ、村上健志（フルーツポンチ） 【河合チーム】河合郁人（A.B.C-Z）、箕輪はるか（ハリセンボン）、おいでやす小田（おいでやすこが） 【ナレーター】バカボン鬼塚 【アラームの声】蛭子能収 |                                |
| 51                             | 4月6日                         | バスVS鉄道 乗り継ぎ対決旅11 歩いて歩いて大逆転SP 箱根〜秩父                          | 【バスチーム】太川陽介、松嶋尚美、misono 【鉄道チーム】村井美樹、西村瑞樹（バイきんぐ）、牧野ステテコ 【ナレーター】服部伴蔵門 | 18:25 - 21:54                  |
| 52                             | 5月4日                         | ローカル路線バス乗り継ぎ対決旅 鬼ごっこ6 春の南房総で追いかけっこ                    | 【太川チーム】太川陽介、島崎遥香、ニシダ（ラランド） 【松本チーム】松本利夫（EXILE）、ゆん（ヴァンゆんチャンネル）、金子貴俊 【ナレーター】DJ.ナイク 【アラームの声】蛭子能収 | 18:25 - 21:54                  |
| 53                             | 6月1日                         | 北の大地で激突!BINGO対決旅                                                           | 【太川チーム】太川陽介、ハリウッドザコシショウ、井手上漠 【高島チーム】高島礼子、八木真澄（サバンナ）、虻川美穂子（北陽） 【ナレーター】平井誠一 |                                |
| 54                             | 6月29日                        | ローカル路線バス乗り継ぎ対決旅 陣取り合戦8 爽快!初夏の青森でバトル                   | 【太川チーム】太川陽介、荻野由佳、酒井貴士（ザ・マミィ） 【河合チーム】河合郁人（A.B.C-Z）、安藤美姫、林田洋平（ザ・マミィ） 【ナレーター】バカボン鬼塚 【アラームの声】蛭子能収 | 18:25 - 21:54                  |
| 55                             | 7月13日                        | 真夏の絶恐映像 日本で一番コワい夜(2) "宜保愛子"秘蔵テープ解禁                        | 【出演者】西村知美、藤田ニコル、神田愛花、柴田英嗣（アンタッチャブル）、鬼越トマホーク 【再現ドラマ】藤田朋子 【ロケ出演者】空気階段、ザ・マミィ、ネルソンズ、柏木由紀（AKB48）、島崎遥香、井上咲楽 【ナレーター】日野聡、山口由里子 | 18:25 - 21:54                  |
| 56                             | 8月3日                         | ローカル路線バス乗り継ぎ対決旅 路線バスで鬼ごっこ7 夏休み!北陸SP                     | 【太川チーム】太川陽介、ロッシー（野性爆弾）、北原里英 【松本チーム】松本利夫（EXILE）、竹財輝之助、馬場ももこ 【ナレーター】DJ.ナイク 【アラームの声】蛭子能収 | 18:25 - 21:54                  |
| 57                             | 8月24日                        | バスVS鉄道 乗り継ぎ対決旅12 愛媛・道後温泉～ラスト2分を見逃すなSP!～                 | 【バスチーム】太川陽介、酒井美紀、土佐有輝（土佐兄弟） 【鉄道チーム】村井美樹、福田沙紀、山本博（ロバート） 【ナレーター】服部伴蔵門 | 18:25 - 21:54                  |
| 58                             | 9月14日                        | 路線バス乗り継ぎ対決旅 陣取り合戦9 富士山麓の戦いにあのちゃんも参戦                  | 【太川チーム】太川陽介、あの、こがけん（おいでやすこが） 【河合チーム】河合郁人（A.B.C-Z）、久代萌美、田村亮（ロンドンブーツ1号2号） 【ナレーター】バカボン鬼塚 【アラームの声】蛭子能収 | 18:25 - 21:54                  |
| 59                             | 9月28日                        | ハイウェイSA&PA対決旅 IN中央道 東京からめざせ名古屋城360kmの旅                       | 【ベテランズ】レッド吉田、花田虎上、加藤紀子、もえのあずき 【ルーキーズ】横尾渉（Kis-My-Ft2）、二階堂高嗣（Kis-My-Ft2）、深澤辰哉（Snow Man）、佐久間大介（Snow Man） 【ナレーター】服部潤 | 『ルーレット旅』新シリーズ。   |
| 60                             | 10月12日                       | バスVS鉄道 乗り継ぎ対決旅13 ▼秋の東北に高島礼子降臨SP                                | 【バスチーム】高島礼子、八木真澄（サバンナ）、新内眞衣 【鉄道チーム】村井美樹、庄司智春（品川庄司）、ワタリ119 【VTR出演】太川陽介 【ナレーター】服部伴蔵門 | 18:25 - 21:54                  |
| 61                             | 10月26日                       | 究極の歩き旅 1歩1円ウォー金グ対決旅 小田原城〜新潟・直江津                           | 【知力チーム】おいでやすこが、薮宏太（Hey! Say! JUMP）、中間淳太（ジャニーズWEST） 【体力チーム】原田龍二、前田裕太（ティモンディ）、やす子 【ナレーター】勝杏里 |                                |
| 62                             | 11月9日                        | 紅葉の絶景ルート240kmぐるり一周対決旅 大人気の会津・那須へ                           | 【頭脳チーム】小手伸也、箕輪はるか（ハリセンボン）、ニシダ（ラランド） 【体力チーム】春日俊彰（オードリー）、鳥谷敬、じゅんいちダビッドソン 【ナレーター】関根正明 |                                |
| 63                             | 12月28日                       | バスVS鉄道乗り継ぎ対決旅14 奈良・東大寺～滋賀・彦根城 古都と戦国の地で“急がば回れ”SP | 【バスチーム】太川陽介、宇賀なつみ、岩尾望（フットボールアワー） 【鉄道チーム】村井美樹、貴島明日香、原西孝幸（FUJIWARA） 【ナレーター】服部伴蔵門 【コメント出演】旅行総合研究所タビリス | 17:55 - 22:00                  |

#### 2023年
| 2023年1月11日 - 12月27日（21） | 2023年1月11日 - 12月27日（21） | 2023年1月11日 - 12月27日（21）                                     | 2023年1月11日 - 12月27日（21） | 2023年1月11日 - 12月27日（21） |
| 回                             | 放送日                         | タイトル                                                           | 出演者 | 備考 |
| ------------------------------ | ------------------------------ | ------------------------------------------------------------------ | --- | --- |
| 64                             | 1月11日                        | 1歩1円ウォー金グ対決旅 冬の東北350km 日光〜岩手・平泉              | 【こがけんチーム】おいでやすこが、土屋アンナ 【バス旅Zチーム】田中要次、羽田圭介、稲村亜美 【ナレーター】勝杏里 | 18:25 - 21:54 |
| 65                             | 2月22日                        | ローカル路線バス乗り継ぎ対決旅 陣取り合戦 群馬の陣に朝ドラ女優参戦 | 【太川チーム】太川陽介、桜庭ななみ、和田まんじゅう（ネルソンズ） 【河合チーム】河合郁人（A.B.C-Z）、ほのか、おばたのお兄さん 【ナレーター】バカボン鬼塚 【アラームの声】蛭子能収                                   | |
| 66                             | 3月8日                         | かまいたちの名所名物先取り旅 第5弾 春の栃木決戦!日光〜宇都宮       | 【山内チーム】山内健司（かまいたち）、哀川翔 【濱家チーム】濱家隆一（かまいたち）、高岡早紀 【ナレーター】三村ロンド                                                                                               | |
| 67                             | 3月15日                        | バスVS鉄道乗り継ぎ対決旅15 栃木・佐野～茨城・鹿島神宮              | 【バスチーム】太川陽介、中井りか（NGT48）、みなみかわ 【鉄道チーム】村井美樹、織田信成、ともしげ（モグライダー） 【ナレーター】服部伴蔵門                                                                          | |
| 68                             | 4月5日                         | ローカル路線バス乗り継ぎ対決旅 鬼ごっこ第8弾! 春休み首都圏決戦!    | 【太川チーム】太川陽介、春香クリスティーン、チャンス大城 【松本チーム】松本利夫（EXILE）、近藤くみこ（ニッチェ）、マーク・パンサー 【ナレーター】DJ.ナイク 【アラームの声】蛭子能収                                | 18:25 - 21:54 |
| 69                             | 5月17日                        | 1歩1円ウォー金グ対決旅 初夏の関東横断200km 館山〜奥秩父            | 【こがけんチーム】こがけん、hitomi、アタック西本（ジェラードン） 【バス旅Zチーム】田中要次、羽田圭介、横山由依 【ナレーター】勝杏里                                                                                | |
| 70                             | 6月7日                         | ローカル路線バス乗り継ぎ対決旅11 in栃木 激突!太川×河合ジャパンSP   | 【太川チーム】太川陽介、村重杏奈、永野 【河合チーム】河合郁人（A.B.C-Z）、栗原恵、大久保嘉人 【ナレーター】バカボン鬼塚 【アラームの声】蛭子能収                                                                   | |
| 71                             | 6月21日                        | 初夏の長野&群馬へ! 高原リゾート250kmぐるり一周対決旅               | 【チーム春日】春日俊彰（オードリー）、鳥谷敬、じゅんいちダビッドソン 【チーム本田】本田望結、丸山礼、えなこ 【ナレーター】関根正明                                                                                 | |
| 72                             | 7月12日                        | 真夏の絶恐映像 日本で一番コワい夜(3) 激撮!古民家うごめく大量の魂   | 【出演者】神田愛花、藤田ニコル、ハナコ、林豆/LINDOW、三木大雲 【再現ドラマ】中山エミリ 【ロケ出演者】ザ・マミィ、タイムマシーン3号、横山由依、北原里英、橋本京明 【ナレーター】日野聡、山口由里子                  | |
| 73                             | 7月26日                        | バスVS鉄道乗り継ぎ対決旅16 北の大地で鬼軍曹が大号泣SP!             | 【バスチーム】太川陽介、武田梨奈、豊ノ島大樹 【鉄道チーム】村井美樹、山崎嶺緒、お見送り芸人しんいち 【ナレーター】服部伴蔵門                                                                                       | |
| 74                             | 8月9日                         | 夏の富士五湖をめぐる!すごろく旅NEO バス&鉄道で大月〜河口湖へ       | 【チームたかみな】高橋みなみ、クロちゃん（安田大サーカス）、JOY 【チームダレノガレ】ダレノガレ明美、藤本敏史（FUJIWARA）、西野未姫 【ナレーター】松岡禎丞                                                          | 『すごろく旅』新シリーズ（企画第16弾）。 |
| 75                             | 8月23日                        | ローカル路線バス乗り継ぎ旅 陣取り合戦第12弾 真夏の宮城決戦!        | 【太川チーム】太川陽介、山之内すず、西村瑞樹（バイきんぐ） 【河合チーム】河合郁人（A.B.C-Z）、高橋成美、横川尚隆 【ナレーター】バカボン鬼塚 【アラームの声】蛭子能収                                               | |
| 76                             | 9月6日                         | ハイウェイSA&PA対決旅 横浜から行くぞ国宝犬山城340km!               | 【ガチ旅ベテランチーム】東貴博（Take2）、中澤佑二、中川翔子、松嶋尚美 【Snow Manチーム】深澤辰哉（Snow Man）、佐久間大介（Snow Man）、猪狩蒼弥（HiHi Jets）、宮近海斗（Travis Japan） 【ナレーター】服部潤         | |
| 77                             | 9月20日                        | バスVS鉄道 乗り継ぎ対決旅17【 山梨・清里〜静岡・修善寺へ】         | 【バスチーム】太川陽介、たけうちほのか、草薙航基（宮下草薙） 【鉄道チーム】村井美樹、ハシヤスメ・アツコ、岡野陽一 【ナレーター】服部伴蔵門                                                                         | 2024年8月9日から配信されたTVerオリジナルコンテンツ民放5局横断TVer特別企画『神回だけ見せます!特別編』（MC：佐久間亘行、伊集院光）で、番組プロデューサーの高橋伸幸をゲストに取り上げられた。 |
| 78                             | 9月27日                        | なぁんで昼メシ食いに行くのに こんな時間かけて行くのかなぁ 第3弾    | 【MC】矢作兼（おぎやはぎ） 【ナレーション】もう中学生 【岐阜県ゲスト】磯村勇斗 【旅の声】やす子 【富山県ゲスト】吉田羊 【旅の声】もう中学生 【新潟県ゲスト】大竹一樹（さまぁ〜ず） 【旅の声】みやぞん（ANZEN漫才） | シリーズ企画第3弾 1. 2022年9月24日 12:00 - 13:25 2. 2023年5月3日 18:25 - 21:00 |
| 79                             | 10月4日                        | かまいたちの名所名物先取り旅 第6弾 福島・会津若松〜猪苗代湖〜郡山  | 【山内チーム】山内健司（かまいたち）、前園真聖 【濱家チーム】濱家隆一（かまいたち）、矢田亜希子 【ナレーター】三村ロンド                                                                                           | |
| 80                             | 10月18日                       | ローカル路線バス乗り継ぎ対決旅 鬼ごっこ 第9弾 秋の埼玉県戦SP       | 【太川チーム】太川陽介、副島淳、須田亜香里 【松本チーム】松本利夫（EXILE）、寺島進、Reina（MAX） 【ナレーター】DJ.ナイク 【アラームの声】蛭子能収                                                                  | |
| 81                             | 11月1日                        | ローカル路線バス乗り継ぎ対決旅 大宮＆川越で街ガチャ争奪バトル      | 【体育会チーム】山下健二郎（三代目J SOUL BROTHERS）、栗原恵、酒井貴士（ザ・マミィ） 【インテリチーム】市川紗椰、パックン（パックンマックン）、林田洋平（ザ・マミィ）                                               | |
| 82                             | 12月6日                        | ローカル路線バス乗り継ぎ旅 陣取り合戦第13弾 千葉・茨城決戦         | 【太川チーム】太川陽介、山崎裕太、薄幸（納言） 【河合チーム】河合郁人（A.B.C-Z）、槙野智章、八木真澄（サバンナ） 【ナレーター】バカボン鬼塚 【アラームの声】蛭子能収                                               | |
| 83                             | 12月13日                       | 冬の北関東!美食と名湯をめぐる270kmぐるり一周対決旅 群馬&栃木       | 【チーム春日】春日俊彰（オードリー）、鳥谷敬、じゅんいちダビッドソン 【チーム日本代表】大久保嘉人、吉田沙保里、西岡剛 【ナレーター】関根正明                                                                       | |
| 84                             | 12月27日                       | ローカル路線バスVS鉄道乗り継ぎ対決旅 年末4時間SP!冬の東北決戦      | 【バスチーム】太川陽介、鈴木蘭々、小田井涼平 【鉄道チーム】村井美樹、水野真紀、林家三平 (2代目) 【ナレーター】服部伴蔵門                                                                                           | 17:55 - 22:00 |

#### 2024年
| 2024年1月17日 - 12月4日（17） | 2024年1月17日 - 12月4日（17） | 2024年1月17日 - 12月4日（17）                                                        | 2024年1月17日 - 12月4日（17） | 2024年1月17日 - 12月4日（17）                                   |
| 回                            | 放送日                        | タイトル                                                                             | 出演者 | 備考                                                            |
| ----------------------------- | ----------------------------- | ------------------------------------------------------------------------------------ | --- | --------------------------------------------------------------- |
| 85                            | 1月17日                       | ワンコイン温泉はしご対決旅! 冬の名湯巡りin福島                                       | 【昭和世代チーム】寺島進、橋本じゅん、竹財輝之助 【平成世代チーム】別府ともひこ（エイトブリッジ）、佐野岳、横川尚隆 【ナレーター】加藤茶、まりな                                        |                                                                 |
| 86                            | 1月31日                       | 1歩1円ウォー金グ対決旅4 群馬〜長野へ冬の峠&雪山越えSP                                | 【こがけんチーム】こがけん、井上裕介（NON STYLE）、島崎遥香 【バス旅Zチーム】田中要次、羽田圭介、みりちゃむ 【ナレーター】勝杏里                                                        |                                                                 |
| 87                            | 2月14日                       | ハイウェイSA&PAルーレット対決旅 1都4県!関東ぐるっと280km大激走                       | 【的場チーム】的場浩司、速水もこみち、水谷隼 【Snow Manチーム】深澤辰哉（Snow Man）、佐久間大介（Snow Man）、藤森慎吾（オリエンタルラジオ）、猪狩蒼弥（HiHi Jets） 【ナレーター】服部潤 |                                                                 |
| 88                            | 2月28日                       | ローカル路線バス乗り継ぎ対決旅 第14弾 路線バスで陣取り合戦 in 盛岡〜八戸             | 【太川チーム】太川陽介、紺野まひる、チャンカワイ（Wエンジン） 【河合チーム】河合郁人、髙木菜那、宮本和知 【ナレーター】バカボン鬼塚 【アラームの声】蛭子能収                            |                                                                 |
| 89                            | 4月10日                       | ローカル路線バスVS鉄道乗り継ぎ対決旅(19) 春の房総半島SP                              | 【バスチーム】太川陽介、北乃きい、信子（ぱーてぃーちゃん） 【鉄道チーム】村井美樹、真飛聖、馬場ももこ 【ナレーター】服部伴蔵門                                                          | 18:25 - 21:54                                                   |
| 90                            | 4月17日                       | 三代目JSBのご主人何代目?老舗名店探し対決旅 春の栃木決戦!                             | 【NAOTOチーム】EXILE NAOTO、フワちゃん 【山下チーム】山下健二郎、花田虎上、井上咲楽、大沢あかね 【ナレーター】尾上松也 (2代目)                                                          | 20:00 - 21:54 シリーズ企画第2弾 1. 2023年10月7日 18:30 - 19:54  |
| 91                            | 5月1日                        | ダイアンの奇跡の安い店!沿線グルメ対決旅 GWオススメ!川越〜秩父!                       | 【ユースケチーム】ユースケ（ダイアン）、鈴木砂羽、前園真聖 【津田チーム】津田篤宏（ダイアン）、高島礼子、西岡剛 【ナレーター】もう中学生                                                | 18:25 - 21:54 シリーズ企画第2弾 1. 2023年11月11日 18:30 - 19:54 |
| 92                            | 5月15日                       | バスVS鉄道 乗り継ぎ対決旅 もう一度見たい激戦大放出&大還元SP                          | シリーズ第15弾（2023年3月15日放送）の再編集版。 【出演】太川陽介、村井美樹 |                                                                 |
| 93                            | 6月5日                        | かまいたちの名所名物先取り旅 第7弾 【茨城・石岡〜水戸〜大洗】                        | 【山内チーム】山内健司（かまいたち）、八嶋智人 【濱家チーム】濱家隆一（かまいたち）、黒谷友香 【ナレーター】三村ロンド                                                                  |                                                                 |
| 94                            | 7月3日                        | 真夏の絶恐映像 日本で一番コワい夜(4) 解禁!宜保愛子衝撃秘話                           | 【出演者】神田愛花、藤田ニコル、鬼越トマホーク、もーりーしゅーと 【再現ドラマ】横山めぐみ 【ロケ出演者】ザ・マミィ、村重杏奈 【ナレーター】日野聡、山口由里子                           | 18:25 - 21:54                                                   |
| 95                            | 7月10日                       | ローカル路線バスVS鉄道乗り継ぎ対決旅(20) 爽快!夏の伊勢志摩SP                         | 【バスチーム】太川陽介、加藤紀子、須藤理彩 【鉄道チーム】村井美樹、高橋光臣、鈴木奈々 【ナレーター】服部伴蔵門                                                                          |                                                                 |
| 96                            | 7月31日                       | ローカル路線バス乗り継ぎ対決旅路線バス鬼ごっこ 第10弾 真夏の栃木&群馬!名所名物争奪戦 | 【太川チーム】太川陽介、椿鬼奴、和田正人 【松本チーム】松本利夫（EXILE）、つるの剛士、小沢真珠 【ナレーター】DJ.ナイク 【アラームの声】蛭子能収                                         | 18:25 - 21:54                                                   |
| 97                            | 8月14日                       | ダイアンの奇跡の安い店!沿線グルメ対決旅                                              | 【ユースケチーム】ユースケ（ダイアン）、髙木菜那、酒井貴士（ザ・マミィ） 【津田チーム】津田篤宏（ダイアン）、黒谷友香、大久保嘉人 【ナレーター】もう中学生                              |                                                                 |
| 98                            | 8月28日                       | 1歩1円ウォー金グ対決旅 第5弾 夏の北海道SP!札幌〜帯広へ                               | 【こがけんチーム】こがけん、水田信二、紺野まひる 【バス旅Zチーム】田中要次、羽田圭介、ゆめぽて 【ナレーター】勝杏里                                                                     | 18:25 - 21:54                                                   |
| 99                            | 9月25日                       | バスVS鉄道 乗り継ぎ対決旅21 秋田・青森縦断SP                                         | 【バスチーム】太川陽介、土屋アンナ、浅利陽介 【鉄道チーム】村井美樹、高橋みなみ、ノッチ（デンジャラス） 【ナレーター】服部伴蔵門                                                        | 18:25 - 22:04                                                   |
| 100                           | 10月30日                      | 秋の富士山!ぐるり一周対決旅 パリ五輪・金メダリスト緊急参戦SP!                        | 【チーム金メダル】春日俊彰（オードリー）、萱和磨、櫻井つぐみ 【チームレジェンド】大久保嘉人、西岡剛、福士加代子 【ナレーター】関根正明                                                  | 18:25 - 21:54                                                   |
| 101                           | 12月4日                       | バスVS鉄道 乗り継ぎ対決旅22 熊本・大分名湯めぐりSP                                   | 【バスチーム】太川陽介、久保田磨希、鏡優翔 【鉄道チーム】村井美樹、高橋光臣、迫田さおり 【ナレーター】服部伴蔵門                                                                        | 18:25 - 21:54                                                   |

#### 2025年
| 2025年1月22日 - 4月24日（5） | 2025年1月22日 - 4月24日（5） | 2025年1月22日 - 4月24日（5）                                        | 2025年1月22日 - 4月24日（5） | 2025年1月22日 - 4月24日（5）                                                                                                 |
| 回                           | 放送日                       | タイトル                                                            | 出演者 | 備考 |
| ---------------------------- | ---------------------------- | ------------------------------------------------------------------- | --- | --- |
| 102                          | 1月22日                      | ダイアンの奇跡の安い店!沿線グルメ対決旅4 上州富岡〜高崎〜西桐生     | 【ユースケチーム】ユースケ（ダイアン）、鏡優翔、ともしげ（モグライダー） 【津田チーム】津田篤宏（ダイアン）、高島礼子、坪井慶介 【ナレーター】もう中学生 | |
| 103                          | 2月6日 (木曜日)              | ローカル路線バス乗り継ぎ対決旅 陣取り合戦15 松本〜飯山へ!信州縦断SP | 【太川チーム】太川陽介、えなこ、西堀亮（マシンガンズ） 【河合チーム】河合郁人、髙田真希、元木大介 【ナレーター】バカボン鬼塚 【アラームの声】蛭子能収    | 18:25 - 21:54 木曜ゴールデン枠での放送のためタイトルに『水バラ』表記なしだが、『水バラ』公式サイトのバックナンバーには記載。 |
| 104                          | 2月19日                      | 早春の伊豆半島 ぐるり一周対決旅 【城ヶ崎海岸～稲取～下田～沼津】    | 【チーム春日】春日俊彰（オードリー）、真飛聖、村重杏奈 【チームハシヤスマナイ】ハシヤスメ・アツコ、前園真聖、井上咲楽 【ナレーター】関根正明             | |
| 105                          | 3月26日                      | バスVS鉄道 乗り継ぎ対決旅23 春の群馬～長野!美食&名湯攻略SP          | 【バスチーム】太川陽介、澤穂希、丸山桂里奈 【鉄道チーム】村井美樹、袴田吉彦、山崎樹範 【ナレーター】服部伴蔵門                                           | 18:25 - 22:04 |
| 106                          | 4月24日 (木曜日)             | ローカル路線バス乗り継ぎ対決旅 陣取り合戦16 春の埼玉決戦!           | 【太川チーム】太川陽介、箭内夢菜、酒井貴士（ザ・マミィ） 【河合チーム】河合郁人、みりちゃむ、松尾諭 【ナレーター】バカボン鬼塚 【アラームの声】蛭子能収  | 18:25 - 20:54 木曜ゴールデン枠での放送のためタイトルに『水バラ』表記なしだが、『水バラ』公式サイトのバックナンバーには記載。 |

### 『旅バラ』枠時代

#### 2025年
| 2025年7月4日 - | 2025年7月4日 - | 2025年7月4日 - | 2025年7月4日 - | 2025年7月4日 -                                             | 2025年7月4日 - | 2025年7月4日 - |
| 回             | 放送日         | 曜日           | 放送時間       | タイトル                                                   | 出演者 | 備考           |
| -------------- | -------------- | -------------- | -------------- | ---------------------------------------------------------- | --- | -------------- |
| 1              | 7月4日         | 金             | 19:25 - 21:54  | バスVS鉄道 乗り継ぎ対決旅24 夏に行きたい観光スポット攻略SP | 【バスチーム】太川陽介、村上佳菜子、武田玲奈 【鉄道チーム】村井美樹、後上翔太（純烈）、吉川正洋（ダーリンハニー) 【ナレーター】服部伴蔵門 |                |

## ローカル路線バス乗り継ぎ対決旅
太川陽介率いる「太川チーム」と、各企画で固定のリーダーが対決する（水バラでは「街ガチャ争奪バトル」のみ、太川が出演しない企画）。関東近郊で行われることが多いのだが、太川はなぜか千葉県のみがエリアとなっている対決を苦手としており、2022年5月4日放送の「路線バスで鬼ごっこ」第6弾時点で4戦全敗となっていることを本人も本編で触れている。また、後述する「バスvs鉄道乗り継ぎ対決旅」でも、初めて千葉県（一部に神奈川県を含む）が舞台となった第19弾（2024年4月10日放送）でやはり敗れており、千葉県が苦手な状況が続いている。

### 陣取り合戦
2020年5月20日開始。第15弾、第16弾は木曜日放送。

#### ルール
決められたエリア内の市町村を「陣地」に見立て、1泊2日で市町村ごとに設定された名所・名物を相手よりも先に堪能して陣地を獲得、どちらのチームが多くの陣地を取れるかを競う。
市町村ごとに決められた名所・名物は、旅のしおりというものに書いてある。黒いシールで隠されていて、その市町村に入るとめくれるが、めくったら必ず行かなければならないということはなく、ミッションをやらない選択をして次に進むこともできる。
移動手段は徒歩と路線バスのみ。ただし、2日間で1万円以内（超過すると失格）であればタクシーも利用可能。
ルートや宿等の情報収集は、舞台となる都道府県全ての県域地図（出演者に配布）や、バス停に設置の時刻表（広域エリアでの時刻表およびバス路線図はNG）等の閲覧、案内所や地元の人からの聞き込みのみ。インターネットと交番は使用禁止（ただし、聞き込みされた地元の人が情報をインターネットで調べることには制約はないが、前述の広域エリアの時刻表およびバス路線図を出演者に渡すのはNG）。撮影や宿泊等の交渉は自分達で行う。
陣地を獲得すると、手書きで市町村名が書かれた、お子様ランチのような旗が渡される。一方で、獲得していないチームの携帯電話に「陣、取られましたよ」というアラームが発信される（アラームの声の主は蛭子）。
2日目の12:00以降はアラームが停止される。そのため、相手チームが既に陣地獲得済みであることを知らずに来てしまうことがある。この場合は旗がもらえないので、そこで陣地が奪われたことが初めて判明する
- 第6弾以降は、10秒間目を閉じてから旗の有無を確認するようになった。

ゴールに指定された時間までにたどり着けなければ失格（両チーム共失格あり）。両チーム共到着できた場合は、前述のお子様ランチ風の旗を数えて、勝敗を確認する(第13弾や第14弾のように、ゴール直前まで同点で先にゴールしたチームが勝利という状況になった場合は、放送内では旗を数える場面が省略されることもある)。
両チーム共ゴールに到着して取った陣数が同じか両チーム共失格になったら引き分け（第16弾以降は、後述する追加ルールによりこのケースでも勝敗がつくようになった）。

#### 追加ルール
第3弾から
- 先にゴールしたチームは、ゴール地点の市町村も陣地にできるが、その後は移動できない。こちらについては、先着・後着関係なく、10秒間目を閉じてから旗の有無を確認するようになっている。
- スタート時にじゃんけんを行い、勝ったチームは先に好きなバスへ乗車できる。負けたチームはそれ以外のバスで出発しなければならない。

第16弾から
- 両チームともゴールした時点で獲得した陣地が同数の場合は、タクシー代の残金が多い方が勝ちとなり、引き分けの可能性が減った。なお、残金が同額または両チーム全額使いきった場合には引き分けの可能性がある。

#### 特別ルール
第8弾から第14弾で設定。第13弾は設定無し。
- 飛び地ポイント（第8弾）

飛び地のある五所川原市、中泊町、外ヶ浜町はミッションクリアで2ポイント獲得。
- どデカ陣地ボーナス

面積が広く、名所名物探しが難しい地域には得点が大きくなるボーナスがある。
（第9弾） - 面積の大きい山梨県の5市町（早川町、身延町、北杜市、山梨市、大月市）には名所名物を2カ所設定しており、そのうちの1か所には2ポイントが設定された。ただし、2カ所とも取ることはできない。また、相手チームのアラーム発信では、1ポイントと2ポイントのうちどちらを獲得したかは最後に旗の数を数えるまで分からないようになっていた。
（第11弾・第12弾） - 指定された面積の大きい市町村でミッションをクリアすると2ポイント獲得できる。ただし、該当市町村でしおりの黒いシールをめくれるのは2日目の午前8時以降。
- 村ボーナス

（第10弾） - 舞台となる群馬県内にある全8村（榛東村、上野村、南牧村、片品村、川場村、昭和村、嬬恋村、高山村）はミッションクリアで2ポイント獲得。ただし、8村のしおりの黒いシールをめくれるのは2日目の午前8時以降。
（第14弾） - 舞台となる岩手県4村（田野畑村、普代村、野田村、九戸村）・青森県8村（蓬田村、西目屋村、田舎館村、六ヶ所村、東通村、風間浦村、佐井村、新郷村）の全12村はミッションクリアで2ポイント獲得。

#### 感染症対策ルール
- （第2弾以降）各チームに1冊ずつのみ支給されていた地図帳及び旅のしおりが全員に支給されるようになった。
- （第4弾のみ）バス車内の乗客に聞き込みを行うことは禁止。
- （第4弾以降[注 18]）1日目の20時になると、同時点で滞在している市町村外に出ることが禁止。従ってそれ以降に出発するバスの乗車、タクシーの利用も認められない。また陣地獲得や、しおりのシールをめくること、現地での聞き込みも禁止。

#### 内容
| 弾 | エリア （対象の市区町村数） | 起点                    | 終点                        | チーム     | 獲得陣地 （〇数字：獲得陣地、●：獲得失敗） | 着時間                       | 結果 | 備考 |
| -- | --------------------------- | ----------------------- | --------------------------- | ---------- | --- | ---------------------------- | ---- | ---- |
| 1  | 伊豆半島（19）              | 下田市 伊豆急下田駅     | 芦ノ湖 元箱根港             | 太川チーム | （1日目）①南伊豆町扇屋製菓「パリパリメロン最中」 - ②松崎町明治商家中瀬邸 - ③西伊豆町堂ヶ島天窓洞 - ④伊豆市土肥金山 - ⑤伊豆の国市韮山反射炉 （2日目）●清水町※川崎T先取 - ⑥沼津市沼津港魚河岸丸天「ジャンボエビフライ」 - ⑦函南町道の駅伊豆ゲートウェイ函南「シロにゃんのお茶まんじゅう」 | 15:30                        | 勝   |      |
| 1  | 伊豆半島（19）              | 下田市 伊豆急下田駅     | 芦ノ湖 元箱根港             | 川﨑チーム | （1日目）①河津町峰温泉大噴湯 - ②伊東市道の駅伊東マリンタウン - ●函南町※営業時間終了 - ●三島市うなぎ桜家※定休日 （2日目）③長泉町パティスリー・ユズカ「溶岩チョコラスク」 - ④清水町柿田川公園第2展望台 - ⑤三島市うなぎ桜家「うなぎ重箱」 - ⑥裾野市五竜の滝 - ●函南町※太川T先取 | 17:30                        | 敗   |      |
| 2  | 房総半島（54）              | 鴨川市 鴨川シーワールド | 成田市 成田山新勝寺         | 太川チーム | （1日目）①勝浦市海鮮本陣魚祭「ビックリ海老天丼」 - ②大多喜町大多喜城 - ●長南町熊野の清水※気付かず通過 - ③茂原市茂原黒船菓子店「スーパージャムロール」 - ④長生村湖月「ながいきタンタン麺」 （2日目）⑤白子町中里海岸 - ⑥九十九里町海の駅九十九里青い丸型郵便ポスト - （●東金市・●山武市※両市とも向かおうとした矢先に河合T先取） - ⑦栄町千葉県立房総のむら龍角寺古墳群 | 17:43                        | 敗   |      |
| 2  | 房総半島（54）              | 鴨川市 鴨川シーワールド | 成田市 成田山新勝寺         | 河合チーム | （1日目）①君津市なごみの里君津「小糸在来すくい豆腐」 - ②木更津市太田山公園きみさらずタワー - ③袖ケ浦市奈良輪豊月堂「はちみつコロコロ」 - ④市原市小湊鉄道五井駅「作業帽レプリカ」 - ⑤千葉市海鮮の國波奈本店「さんが焼き」 - ⑥四街道市四街道十字路道標石塔 （2日目）⑦東金市木村屋ベーカリー「カステラパン」 - ⑧山武市波切不動院本堂 - ⑨八街市豆処生形「次世代落花生Qナッツ」 - ●富里市香取神社西瓜勝守※体調不良&場所不明で断念 | 15:52                        | 勝   |      |
| 3  | 山形県・宮城県（70）        | 山形市 山形駅           | 松島町 五大堂               | 太川チーム | （1日目）①天童市盛寿庵「卸将棋諸越」 - ②東根市東根温泉ポケットパーク足湯 - ③河北町和田酒造「さくらんぼの恋物語」 - ④尾花沢市焼肉ハウス金鶴 - ⑤村山市竜神の吊り橋 - ⑥舟形町西ノ前遺跡縄文の女神 - ⑦新庄市清清亭「鶏もつ煮」 （2日目）●多賀城市※河合T先取 - ⑧利府町森郷児童公園ED91形11号機 - ⑨松島町五大堂 | 13:05                        | 勝   |      |
| 3  | 山形県・宮城県（70）        | 山形市 山形駅           | 松島町 五大堂               | 河合チーム | （1日目）①中山町鍋掛松 - ②寒河江市道の駅寒河江チェリーランド「プレミアムさくらんぼきらら」 - ●河北町※太川T先取 - ③仙台市牛たん料理雅「煮込み定食」 - ●大和町※営業時間終了 - ④大衡村大衡城 （2日目）⑤大和町洋菓子のお店梅香亭「七ツ森盛クッキー」 - ⑥富谷市富谷しんまち富谷宿「富谷ブルーベリージュース」 - ⑦多賀城市多賀城政庁正殿跡 - ⑧塩竃市武田の笹かまぼこ「マグロ食べ放題」 | 16:58                        | 敗   |      |
| 4  | 茨城県（43）                | 取手市 取手駅           | 水戸市 偕楽園               | 太川チーム | （1日目）①龍ケ崎市まいんコロッケ「らいすクリームコロッケ」 - ②稲敷市瑞祥院五百羅漢 - ③美浦村木原城 - ④土浦市霞ヶ浦総合公園 - ⑤石岡市酒と肴のたか木「A5ランク常陸牛サーロイン炙りすき焼き」 - ⑥小美玉市茨城空港公園F-4 (戦闘機) （2日目）⑦ひたちなか市那珂湊海鮮丸「炙り海鮮丼」 - ⑧茨城町和食割烹大黒家「しじみラーメン」 - ⑨水戸市偕楽園 | 13:55                        | 勝   |      |
| 4  | 茨城県（43）                | 取手市 取手駅           | 水戸市 偕楽園               | 河合チーム | （1日目）①つくばみらい市間宮林蔵記念館 - ②守谷市ミルク工房もりや「レアチーズタルト」 - ③常総市天然温泉きぬの湯「つくば美豚丼」 - ④つくば市中央公園H-IIロケット実物大模型 （2日目）⑤大洗町大洗磯前神社 - ●ひたちなか市※太川T先取 - ⑥那珂市清水洞の上公園 - ⑦城里町道の駅かつら「コチャレーヌ」 - ⑧常陸大宮市那珂川大橋 | 後着                         | 敗   |      |
| 5  | 長野県（76）                | 茅野市 茅野駅           | 上田市 上田城               | 太川チーム | （1日目）①佐久穂町白駒の池 - ②小海町レストハウスふるさと「たまごかけご飯ときのこ汁」 - ③佐久市北斗の拳マンホール7か所 - ④御代田町御代田駅前龍神くん・みよたん顔ハメパネル （2日目）⑤青木村大法寺三重塔 - ⑥東御市雷電爲右エ門の生家 - ⑦小諸市そば蔵丁子庵「信州そば」 | 15:16                        | 引分 |      |
| 5  | 長野県（76）                | 茅野市 茅野駅           | 上田市 上田城               | 河合チーム | （1日目）●立科町いっちょう「蓼科牛」※ポイントに立ち寄る時間無く断念 - ●長和町道の駅マルメロの駅ながと「足湯」※ポイントに立ち寄る時間無く断念 - ①諏訪市諏訪湖間欠泉センター - ②下諏訪町諏訪大社 - ③岡谷市あら川「うな重」 - ④塩尻市元祖山賊「山賊焼」 （2日目）⑤山形村農業エポック館（山﨑農園） - ⑥松本市松本城 - ●立科町いっちょう「蓼科牛」※ミッションクリア後に上田市まで戻る時間がないとの事で断念 - ●長和町道の駅マルメロの駅ながと「足湯」※ミッションクリア後に上田市まで戻る時間がないとの事で断念 - ⑦上田市上田城                  | 13:13                        | 引分 |      |
| 6  | 三重県・奈良県（67）        | 伊勢市 伊勢市駅         | 奈良市 東大寺南大門         | 太川チーム | （1日目）①玉城町田丸神社 - ②多気町長新「まつかさ餅」 - ③松阪市ビーフクラブ・ノエル「松阪牛ステーキ」 - ④伊賀市城下町お菓子街道 （2日目）●山添村岩屋枡形岩※ポイントに立ち寄る時間無く断念 - ●天理市※河合T先取 - ⑤安堵町かかし公園 - ●斑鳩町コスモス畑※ポイントに立ち寄る時間無く断念 | 後着                         | 敗   |      |
| 6  | 三重県・奈良県（67）        | 伊勢市 伊勢市駅         | 奈良市 東大寺南大門         | 河合チーム | （1日目）①度会町喜多製茶「わたらい茶」 - ②大台町 hinata「マスカットのショートケーキ」 - ●松阪市※太川T先取 - ③津市伊勢奥津駅 （2日目）④御杖村御杖神社 - ⑤曽爾村屏風岩 - ●宇陀市※気付かず通過 - ⑥桜井市箸墓古墳 - ⑦天理市天理スタミナラーメン本店 - ⑧川西町「結崎ネブカ丼」 - ●安堵町※太川T先取 - ⑨奈良市東大寺南大門 | 16:27                        | 勝   |      |
| 7  | 千葉県（53）                | 松戸市 松戸駅           | 旭市 飯岡灯台               | 太川チーム | （1日目）①市川市 montpellier「苺の気持ち」 - ②鎌ケ谷市鎌ヶ谷大仏 - ③白井市さつまや「大どら」 - ④船橋市廣瀨直船堂「街ガチャで名所名物キーホルダー」 - ⑤習志野市谷津公園読売巨人軍発祥の地 （2日目）●千葉市※場所を特定できず立ち寄る時間も無いため断念 - ●八街市※河合T先取 - ⑥東金市八鶴湖 - ⑦山武市なごみ苺苑イチゴ狩り - ⑧横芝光町紫季「滋養めし」 - ⑨匝瑳市鶴泉堂「初夢漬」 - ●多古町※渋滞でタクシー代が足りなくなり断念 | 16:20頃                      | 敗   |      |
| 7  | 千葉県（53）                | 松戸市 松戸駅           | 旭市 飯岡灯台               | 河合チーム | （1日目）①流山市流山駅流鉄流山線の車輌 - ②柏市道の駅しょうなん「しょうなん野菜バーガー」 - ③我孫子市鳥の博物館 - ④印西市川村商店「木下せんべい」 - ⑤栄町安食駅龍夢オブジェ （2日目）⑥成田市成田山新勝寺表参道「十二支石像・寅」 - ⑦八街市深澤ピーナッツ「八街生姜ジンジャーエール」 - ⑧香取市道の駅・川の駅水の郷さわら「サッパ舟でたぬき島一周」 - ⑨銚子市あずま寿司「伊達巻」 - ⑩旭市飯岡灯台 | 15:50                        | 勝   |      |
| 8  | 青森県（39+飛び地3）        | 八戸市 八戸駅           | 弘前市 弘前城               | 太川チーム | （1日目）①五戸町菓子工房三福「ごのへ奥州街道」 - ②三沢市三沢駅前交流プラザ「みーくる」 - ③七戸町道の駅しちのへ「ヒカルメイジ＆フエアーウイン立像」 - ④野辺地町常夜燈公園復元北前型弁才船「みちのく丸」 （2日目）⑤平内町ほたて広場「ほたて貝絵馬」 - ⑥青森市青森魚菜センター「元祖青森のっけ丼」 - ⑦黒石市すごう食堂「つゆ焼きそば」 - ⑧田舎館村田んぼアート - ●藤崎町※河合T先取 - ●平川市※ミッションクリア後の弘前までのタクシー代が足りなくなるとの事で断念                                                                               | 後着                         | 引分 |      |
| 8  | 青森県（39+飛び地3）        | 八戸市 八戸駅           | 弘前市 弘前城               | 河合チーム | （1日目）●六戸町幸寿し「六戸巻」※営業時間前 - ①十和田市奥入瀬川・蔦川合流地点「出合い橋」 - ●青森市※営業時間終了 - ②鶴田町鶴の舞橋 （2日目）③④（飛び地P）五所川原市太宰治記念館 「斜陽館」 - ⑤つがる市農産物直売所「しとぎ餅」 - ⑥板柳町ふるさとセンター「完熟アップルジュース」 - ⑦藤崎町きくち覚誠堂「トキワ卵のぷりん」 - ⑧弘前市弘前城 | 先着                         | 引分 |      |
| 9  | 静岡県・山梨県(61)          | 三島市 三嶋大社         | 甲府市 甲府城               | 太川チーム | （1日目）①清水町柿田川公園 - ②沼津市沼津港あした葉「アジフライ定食」 - ③富士市平家越の碑 - ④富士宮市白糸の滝 - ⑤鳴沢村道の駅なるさわ「あまずっパイ」 - ⑥富士河口湖町小曲展望広場 （2日目）⑦南アルプス市御菓子司 瓦屋「すもも便り」 - ⑧富士川町利根川公園ボロ電 - ●市川三郷町印章資料館※移動距離を考えて断念 - ⑨中央市四季新鮮収穫広場た・から「雪の妖精」 - ⑩昭和町麩の岡田屋「生麩たっぷりかき氷」 - ⑪甲斐市信玄堤公園 - ⑫甲府市甲府城 | 15:32                        | 勝   |      |
| 9  | 静岡県・山梨県(61)          | 三島市 三嶋大社         | 甲府市 甲府城               | 河合チーム | （1日目）①長泉町鮎壺の滝 - ●裾野市※気付かず通過 - ②御殿場市石川商店駅前本店「炭火焼焼豚」 - ③小山町道の駅すばしり - ④山中湖村旭日丘観光「水陸両用車アーゴ」 - ⑤忍野村忍野八海 - ⑥富士吉田市めん処一休「3D富士山うどん」 - ●昭和町※到着がロケの制限時間（20時）以降となることが見込まれたため断念 （2日目）⑦⑧（どデカ陣地B）山梨市山梨県笛吹川フルーツ公園葡萄屋kofuパークcafé「季節のフルーツパフェ 桃」 - ⑨笛吹市石和温泉駅観光案内所ワインサーバー - ●昭和町※太川T先取 - ⑩韮崎市和こう「甲州牛ステーキ」                                 | 17:52                        | 敗   |      |
| 10 | 群馬県(35)                  | 高崎市 高崎駅           | 高崎市 高崎白衣大観音       | 太川チーム | （1日目）①吉岡町群馬まいたけセンター「100日まいたけ」 - ②渋川市伊香保温泉岸権旅館足湯「辰の湯」 - ●東吾妻町やすらぎの家「名水まんじゅう」※最寄りのバス停を通過のため断念 - ●中之条町四万温泉「積善館」※最寄りのバス停を通過のため断念 - ●長野原町道の駅八ッ場ふるさと館「カレーパン」※最寄りのバス停を通過のため断念 - ③草津町草津温泉湯畑 - ●沼田市※渋川駅方面へのバス路線が日曜日に全便運休になるため断念 （2日目）④東吾妻町やすらぎの家「名水まんじゅう」 - ⑤⑥（村B）榛東村耳飾り館 - ⑦安中市安中藩安政遠足之碑 - ⑧高崎市高崎白衣大観音 | 16:02                        | 勝   |      |
| 10 | 群馬県(35)                  | 高崎市 高崎駅           | 高崎市 高崎白衣大観音       | 河合チーム | （1日目）①前橋市登利平本店「上州御用鳥めし松弁当」 - ②玉村町玉村八幡宮 - ③伊勢崎市島田もんじやき店「伊勢崎もんじゃ」 （2日目）④⑤（村B）片品村道の駅尾瀬かたしなトマトジュース - ●沼田市吹割の滝伽羅苑「上州牛すき焼きうどん」※営業時間前 - ⑥⑦（村B）川場村おおわらじ - ⑧⑨（村B）昭和村道の駅あぐりーむ昭和「野菜ホットクレープ」 | 約10km手前で時間切れ失格     | 敗   |      |
| 11 | 栃木県(25)                  | 宇都宮市 宇都宮駅       | 宇都宮市 宇都宮二荒山神社   | 太川チーム | （1日目）①益子町益子焼窯元共販センター「日本一の大タヌキ像 ぽんたくん」 - ②真岡市SLキューロク館 - ③上三川町白鷺神社「平和の剣」 - ●下野市※ラストオーダーの時間に間に合わず - ④壬生町道の駅みぶ 壬生蘭々亭「壬生ラーメン」 （2日目）⑤⑥（どデカ陣地B）日光市華厳滝 - ●下野市※河合T先取 - ●鹿沼市※ミッションクリア後に宇都宮まで戻る時間がないとの事で断念 | 17:48                        | 敗   |      |
| 11 | 栃木県(25)                  | 宇都宮市 宇都宮駅       | 宇都宮市 宇都宮二荒山神社   | 河合チーム | （1日目）①芳賀町唐桶宗山公園「巨大滑り台」 - ②市貝町道の駅サシバの里いちかい「おやじのハンバーグ」 - ③那須烏山市山あげ会館 - ④那珂川町大八寿司「ちらし寿司」 - ●さくら市お食事処 勝山※営業時間終了 （2日目）⑤高根沢町朝日屋本店「きんとんまんじゅう」 - ⑥下野市マツガミネコーヒービルヂング 103グリムの森店「パンケーキ」 - ⑦宇都宮市宇都宮二荒山神社 | 16:00前                      | 勝   |      |
| 12 | 宮城県(35)                  | 仙台市 仙台駅           | 仙台市 仙台城伊達政宗騎馬像 | 太川チーム | （1日目）①多賀城市末の松山 - ②塩釜市鹽竈神社 - ③利府町馬の背 - ●松島町丸文松島汽船政宗コース※乗船時間終了 （2日目）④川崎町生駒農場「桃パフェ」 - ⑤名取市かわまちてらす閖上漁亭浜や「しらす二色丼」 - ⑥岩沼市金蛇水神社食事処IKOMIKI「金蛇カレー」 - ●村田町※ミッションクリア後の仙台までのタクシー代が足りなくなるとの事で断念 | 後着                         | 敗   |      |
| 12 | 宮城県(35)                  | 仙台市 仙台駅           | 仙台市 仙台城伊達政宗騎馬像 | 河合チーム | （1日目）①富谷市菓子処いさわ屋「ハチミツクレーム」 - ②大和町富永精肉店「肉団子」 - ③大衡村タカカツ万葉パーク - ④色麻町役場活平くんの像 - ⑤加美町金村屋「天ぷら中華」 （2日目）⑥⑦（どデカ陣地B）大崎市ひまわりの丘 - ⑧仙台市仙台城 | 15:30                        | 勝   |      |
| 13 | 千葉県・茨城県(97)          | 成田市 成田山新勝寺     | 水戸市 水戸東照宮           | 太川チーム | （1日目）①栄町ケーキハウス自由が丘「どらパイ」 - ②印西市岩崎米菓店「木下せんべい」 - ③我孫子市 cafe茶豆「フレンチトースト」 - ④利根町町役場「とねりんの缶バッジ」 - ⑤取手市巨大壁画「取手の街と利根の龍」 - ●つくば市※河合T先取 - ●土浦市※河合T先取 - ●行方市※バス到着が20時以降のため断念 （2日目）●鉾田市※乗り継ぎ時間の関係で断念 - ⑥大洗町海・山直売センターいきいき飯岡屋水産「焼いいだこ」 - ⑦ひたちなか市国営ひたち海浜公園「ブルーアイズ」 - ⑧那珂市一乗院「巨大毘沙門天」 - ⑨水戸市水戸東照宮                                     | 15:48                        | 勝   |      |
| 13 | 千葉県・茨城県(97)          | 成田市 成田山新勝寺     | 水戸市 水戸東照宮           | 河合チーム | （1日目）①香取市さわら町屋館CAFE NETAIMO「芋ぺちーの」 - ②稲敷市おお田や「天然鰻重」 - ③阿見町あみプレミアム・アウトレット「マンスリーどんぶりキッチン丼's」 - ④つくば市つくば温泉喜楽里別邸 - ⑤土浦市土浦ラーメン「天然川エビつけ麺」 （2日目）⑥石岡市常陸風土記の丘「巨大獅子頭」 - ⑦鉾田市洋食亭ときわ「豚肉ナポリ」 - ⑧小美玉市空のえき そ・ら・ら「おみたまプリン」 | 16:10                        | 敗   |      |
| 14 | 岩手県・青森県(72)          | 盛岡市 盛岡駅           | 八戸市 櫛引八幡宮           | 太川チーム | （1日目）①岩泉町龍泉洞 - ②③（村B）田野畑村北川食堂「日替わり海鮮丼」 - ④⑤（村B）普代村中村貢商店「さっちゃん田楽」 - ⑥⑦（村B）野田村国民宿舎えぼし荘 （2日目）⑧五戸町ミートプラザ尾形「桜鍋」 - ●階上町道の駅はしかみ アゼリー「はしかみラーメン」※営業時間終了 | 17:55                        | 敗   |      |
| 14 | 岩手県・青森県(72)          | 盛岡市 盛岡駅           | 八戸市 櫛引八幡宮           | 河合チーム | （1日目）①岩手町ふがね「岩手短角牛弁当やわらか煮」 - ②葛巻町まちの駅くずまき リベロ「くずまき鍋」 - ③久慈市つりがね洞 - ④⑤（村B）九戸村小笠原菓子舗「甘茶でかっぽれ」 - ⑥二戸市金田一温泉きたぐに旅館 （2日目）⑦南部町スイーツガーデンKUDO「さくらんぼしぐれ」 - ⑧三戸町国史跡三戸城跡城山公園 - ●田子町※ミッションクリア後に八戸まで戻る時間がないとの事で断念 - ⑨八戸市櫛引八幡宮 | 16:45                        | 勝   |      |
| 15 | 長野県(76)                  | 松本市 松本駅           | 飯山市 飯山城址公園         | 太川チーム | （1日目）①上田市さいとう菓子工房「こだわりのアップルパイ」 - ②坂城町びんぐし湯さん館「おしぼりうどん」 - ③千曲市戸倉国民温泉 - ④長野市信旬酒肴幸先「信州プレミアム牛の牛鍋」 （2日目）●須坂市※開店時間前 - ⑤小布施町 cafe & marche ichinii「栗パフェ」 - ⑥中野市カフェ マッシュルーム「きのこ入りマルゲリータ」 - ⑦飯山市飯山城址公園 | 14:00頃                      | 引分 |      |
| 15 | 長野県(76)                  | 松本市 松本駅           | 飯山市 飯山城址公園         | 河合チーム | （1日目）①安曇野市龍門渕公園「接吻道祖神」 - ②池田町池田町ハーブセンター「ハーブティー」 - ③松川村寄って停まつかわ「信州吟醸豚の旨とろ丼」 - ④大町市仁科神明宮 - ●長野市※太川T先取 （2日目）⑤須坂市コモリ餅店「信州須坂藩一万石」 - ●小布施町※太川T先取 - ⑥山ノ内町湯田中温泉 YUDANAKA BREWERY COMPLEX U道 - ⑦木島平村道の駅FARMUS木島平「日本酒・内山乃雫」 | 17:00頃                      | 引分 |      |
| 16 | 埼玉県(63)                  | さいたま市 大宮駅       | 深谷市 深谷駅青淵広場       | 太川チーム | （1日目）①上尾市榎本牧場「超濃厚ミルクジェラート」 - ②桶川市をかの本店「縁起太鼓」 - ③北本市「真っ赤な誘惑北本トマトカレー」 - ④鴻巣市手打うどん長木屋「こうのす川幅うどん」 - ●加須市※営業時間終了 （2日目）⑤加須市武蔵屋本店「生五家宝」 - ⑥羽生市魚徳「絶品うなぎおにぎり」 - ⑦行田市忍城バスターミナル「忍城SAMURAI体験」 - ●熊谷市※河合T先取 - ⑧深谷市深谷駅青淵広場 | 16:57 タクシー代残金：1600円 | 勝   |      |
| 16 | 埼玉県(63)                  | さいたま市 大宮駅       | 深谷市 深谷駅青淵広場       | 河合チーム | （1日目）①川越市十人十色「手焼きせんべい体験」 - ②川島町笛木醤油金笛しょうゆパーク「絶品醤油グルメ」 - ③坂戸市五千頭の龍が昇る聖天宮 - ④鶴ヶ島市長峰園狭山茶茶房和楽「生絞りモンブラン」 - ⑤東松山市やきとり子虎「やきとり」 （2日目）●熊谷市※始業時間前 - ⑥滑川町グランピング&テルマー湯東松山滑川店 - ⑦嵐山町ラーメン五月「嵐山辛モツ焼そば」 - ⑧熊谷市西京屋肉店「ラガーコロッチ」 | 17:46 タクシー代残金：0円    | 敗   |      |

※太川チーム：7勝 vs 河合チーム：6勝　（3分け）

### 路線バスで鬼ごっこ
2021年1月20日開始。

#### ルール
バス旅をしつつも、実際の鬼ごっこ同様に、2チームが「鬼」と「逃げ子」に分かれて対決する。鬼は「私は鬼です」と書かれたたすきをかけて行動しなければならない（第9弾以降。番組スタッフの6歳の息子が「どっちが鬼かわからない」と発言したため、導入された）。後述するルールで逃げ子と交替になった場合は、「私は鬼です」のたすきを新しい鬼に渡す。
移動手段は基本的に路線バスと徒歩のみ。両チームにはバスの路線図と、舞台となる都道府県すべての県域地図が渡される。支給された地図以外の使用は禁止。
ゲーム開始時はじゃんけんで鬼決め。鬼は、第5弾までは1時間、第6弾以降は30分、逃げ子から遅れてスタート。
タクシーは両チームとも、好きな時に使用できる。
- 第1弾では1度のみ鬼が、第2弾では第10チェックポイント以降のみ鬼だけがタクシーを使用できた。

第3弾以降は最終ゴール地点にくす玉が設置されている。くす玉を開けて「勝利!」の文字が出れば『あなたがバス旅のプロ』と書かれた勝利のタスキを手にすることができる。「残念!」の文字が出れば敗北となる。

#### 第1弾 - 第9弾のルール
ゴールに先着したチームの勝利。第2弾までは逃げ子としてゴールの最終ミッションをクリアすれば勝利。
逃げ子は、チェックポイントでタクシー代を賭けたミッションに挑戦できる。失敗するともらえない。ミッション終了後（成功・失敗に関わらず）に次のチェックポイントと最寄りのバス停が発表される。鬼には、携帯電話に蛭子の声で「ミッション終わっちゃいましたよ」と通知される。
ミッション中も含め、逃げ子が鬼にカメラで写真を撮られると逃げ子が鬼に、鬼が逃げ子に入れ替わる。バスの中で捕まった場合、新しい鬼は次のバス停で降車する。
新しい鬼は、捕まった場所で一定時間待機する。待機時間はサイコロで決める。
獲得できるタクシー代は毎回変わる。
第1弾・第2弾は500円、第3弾・第8弾は1,500円、第4弾・第6弾・第7弾・第9弾は1,000円、第5弾は2,000円となっている。
第9弾では、スタート時点で3,000円が両チームに支給された。
第5弾から第8弾では、特定のチェックポイント間とゴール手前にミッションなしでタクシー代を獲得できる「宝箱」（1カ所に2つ）が設置された。立ち寄るか立ち寄らず通過するかは自由。
- 1カ所に2つの「宝箱」が施錠された状態で置かれていて、先に到着したチームは2つの中から選択でき、後から来たチームは自動的に残っている1つとなる。基本的にアタリ「宝箱」とハズレ「宝箱」には金額にある程度の差がある[注 25]。ただし、ゴール手前の「宝箱」は公平にどちらも同額で設定されることがある[注 26]。

ゴールの1つ手前のチェックポイントには鬼も立ち寄らなければならない。
- 1日目は終了時間[注 28]以降は行動できない。バスの中で終了時間を迎えた場合は次のバス停で降車する。2日目は1日目の終了時間に居た場所から再開。チェックポイントへ20時までに到着した場合には挑戦権を獲得。なお、終了時間手前で鬼になり1日目中に待機時間を消化しきれない場合は、2日目に残った分の時間、相手チームより遅くスタートしなければならない。
- 第3弾まで、鬼はGPSアプリで逃げ子のおおよその位置を確認できた。第3弾では、最後の第10チェックポイントのミッションクリア後（待機中の場合は、待機明け直後）で使用停止となった。

#### 第10弾のルール
第10弾は大きく異なるルールで行われた。
1日目
概ね第9弾までのルール同様の流れで行われる。
1. 鬼は時間差でスタートする。1日目は30分、2日目は60分。
2. 1日目スタート時のタクシー代は1000円ずつ。
3. 途中で鬼に写真を撮られた逃げ子チームは一定時間（サイコロにより15分または30分）とどまり、鬼として追いかける。
4. 3カ所のチェックポイントが決められており、逃げ子がチェックポイントごとのミッションを鬼に写真を撮られる前にクリアできれば新たなタクシー代（1000円）を獲得できる。
5. 1日目のゴールに先着したチームは、タクシー代2000円獲得となり、前述のとおり2日目の逃げ子となる。ゴールではミッションは行わないが、先着したチームだけがゴールでのグルメ等を堪能できる。逃げ子であろうと鬼であろうと、先着したほうが1日目の勝利となる理屈は、第9弾までと同様[注 21]。
6. 1日目のゴールに先着したチームが、2日目の逃げ子となる。

2日目
1. 逃げ子は5カ所あるチェックポイントのうちから3カ所を経由し、3カ所クリアした時点で発表されるゴールを目指す。ゴールは3カ所あり、逃げ子が選ぶことができる。
2. 逃げ子がチェックポイントに到着した時点で携帯電話のアラーム（通常のアラーム音で、前述の蛭子の声ではない）が鳴り、鬼は20分間動けなくなる。バスに乗車中の場合は、アラームが鳴った直後のバス停で降車し、そこから20分間動けなくなる。その際に限り、逃げ子・鬼ともに、相手チームの位置をGPSで確認できる。
3. ゴールが発表された後は、鬼は常に逃げ子の行動をGPSで確認できる。
4. 2日目に逃げ子となったチームが、最終ゴールまで鬼に捕まえらずに逃げ切れたら勝利。ゴールの前で捕まえられたら、その時点で負けとなる。

##### 内容
| 弾 | 起点                  | 終点                            | 勝者 ○数字：ミッション成功 ●：ミッション失敗 ★：宝箱獲得 | 敗者 ○数字：ミッション成功 ●：ミッション失敗 ★：宝箱獲得 | 備考 |
| -- | --------------------- | ------------------------------- | --- | --- | ---- |
| 1  | 群馬バス 室田営業所   | 高崎市役所 展望ロビー           | 太川チーム ①問屋町中央公園 ③渋川八幡宮 ④ラ・セーヌ ドゥ・レーヴ ⑥ゲームコルソ高崎店 ⑦るなぱあく ⑧シャンゴ問屋町本店 ⑨まちのくまさん ●カラオケパークサイド新前橋店※ミッション中に撮影される。 | 松本チーム ②箕郷矢原宿カフェ ⑤湯の道利休吉岡店 |      |
| 2  | 京成バス 御成台車庫   | 幕張メッセ                      | 松本チーム ①青葉の森公園わんぱく広場 ③プラッツ習志野 ④大輦御殿通店 ⑦菊田神社 ⑩千葉市科学館                                                                                                   | 太川チーム ②CROSPO千葉浜野店 ⑤JFA夢フィールド幕張温泉湯楽の里 ⑥オランダ家畑町店 ⑧ピーターパン小麦の丘店 ⑨体感！ふれあい動物園ライフズー                                                                  |      |
| 3  | 成田山新勝寺          | 筑波山口                        | 太川チーム ①八街スイカ細谷農園直売所 ③大杉神社 ④利根川屋 ⑥サイトウコーヒー ●ラクスマリーナ※ミッション中に撮影される。 ⑩土浦大師不動尊大聖寺                                                  | EXILEチーム ②くすくす笑店・Cafe&Deli Indigo Coffee ⑤スパ湯～ワールド ⑦五十塚児童公園 ⑨茗溪学園中学校・高等学校第一体育館                                                                                 |      |
| 4  | 小田原城              | 河口湖 足和田ホテル             | 松本チーム ②三島スカイウォーク ④伊豆・三津シーパラダイス ⑤えびせんべいの里御殿場店 ⑥ホテルマウント富士                                                                                       | 太川チーム ①芦ノ湖フィッシングセンターおおば ③海鮮丼工房尽 ⑦ほうとう蔵歩成 ●河口湖音楽と森の美術館※ミッション失敗。                                                                                      |      |
| 5  | 日立駅                | 郡山市ふれあい科学館 展望ロビー | 太川チーム ①道の駅日立おさかなセンター ★常陸大子駅（1000円） ③とちぎ和牛渡邊ファーム ★那須町沓石（1000円） ⑤白河ラーメン太鼓のぼお ★須賀川市役所（2000円）                                   | 松本チーム ②道の駅ひたちおおた ★常陸大子駅（2000円） ④黒磯温泉かんすい苑覚楽 ★黒田原駅（3000円） ⑥JA夢みなみ安心館 ★須賀川市役所（2000円）                                                               |      |
| 6  | 野島埼灯台            | 木更津市 祇園須賀神社           | 松本チーム ②伏姫さんが焼き ③鴨川シーワールド ★活き活き小湊ウオポート（1000円） ⑤千葉こどもの国キッズダム ⑦竹岡ラーメン天一 ★ビジネスホテルタカザワ姉崎店（1000円）                           | 太川チーム ①晴れパークたてやま ★活き活き小湊ウオポート（2000円） ④三日月シーパークホテル勝浦 ⑥フレーベル館 Kinder Platz アリオ市原店 ★ビジネスホテルタカザワ姉崎店（1000円）                             |      |
| 7  | 富山城                | 金沢港 クルーズターミナル       | 松本チーム ★ひみ番屋街（4000円） ③七尾市松乃鮨 ★バロー羽咋店（2000円） ⑤うみっこらんど七塚 ●ひがし茶屋街※ミッション中に撮影される。                                                          | 太川チーム ●新湊漁港きときと食堂※ミッション中に撮影される。 ②氷見市ふれあいスポーツセンター ★ひみ番屋街（2000円） ④ユーフォリア千里浜 ★バロー羽咋店（1000円）⑦らーめん世界松任店 ★清金中宮神社（4000円） |      |
| 8  | 柴又帝釈天            | 東武動物公園東ゲート            | 太川チーム ①松戸市・新京成ドッグラン松戸 ③我孫子市・ラーメン豆でっぽう ④守谷市・焼肉×肉寿司おとぼけ ★坂東市役所（3000円） ⑥境町・道の駅さかい                                                | 松本チーム ②三郷市・ゼットフットサルスポルト新三郷 ★我孫子駅南口・けやきプラザ（2000円） ⑤野田市・のだ温泉ほのか ⑦野木町・野木小学校 ★新古河駅（3000円）                                                 |      |
| 9  | 深谷駅前 渋沢栄一像前 | ららぽーと富士見                | 太川チーム ②行田市・かねつき堂 ●東松山市・上田梨栗園※ミッション失敗、それとほぼ同時に撮影される。 ④ときがわ町・玉川温泉 ⑤川越市・まことや本店                                                | 松本チーム ①熊谷市・妻沼聖天山聖天寿し |      |

※太川チーム：5勝 vs  松本チーム：4勝
| 弾 | 起点     | 終点                              | 2日目逃げ子 ○数字：ミッション成功 ●：ミッション失敗 ☆：ゴール成功 ★：ゴール失敗                                                                              | 2日目鬼 ○数字：ミッション成功 ●：ミッション失敗 ★：ゴール失敗                                         | 備考 |
| -- | -------- | --------------------------------- | --- | --- | ---- |
| 10 | 足利学校 | 達磨寺、玉村八幡宮、 赤城山大鳥居 | 太川チーム ＜1日目＞①太田市・助平屋饅頭総本舗 ☆前橋市・食匠 なる花 ＜2日目＞①前橋市・なかや商店 ②前橋市・古月堂 前橋みなみ店 ③高崎市・八幡塚古墳 ☆玉村八幡宮 | 松本チーム ＜1日目＞②伊勢崎市・天然温泉 伊勢崎ゆまーる ③前橋市・ケーキ屋こもれび ★前橋市・食匠 なる花 |      |

※太川チーム：1勝（通算6勝） vs  松本チーム：0勝（通算4勝）

#### スタッフ
※第7弾（2022年8月3日放送）
- 構成:藤本裕、村松浩介
- 撮影:江沢崇、松本光矢、和田拓也、福家由治
- 音声:前原大輝、中野大輔
- 編集:猿橋怜
- MA:上野裕
- 音効:佐藤卓嗣
- CG:小島伸夫、早瀬瑠璃
- 番宣:高瀬真美
- デスク:秋場香織
- AD:能登谷和旺、黒滝愛、井本汐音
- AP:向山麻子、笠原由貴、 奥田照美、小島千明
- ディレクター:中山康司、橋本崇、橋本ひとみ、帆足誠仁
- 演出:柴田琢朗
- プロデューサー:木村健作、桑原宏次、渡邊りょう、佐藤竜太、吉筋公美
- チーフ・プロデューサー:越山進
- 技術協力:FKスタジオ
- 協力:MAPPLE、ゼンリー
- 制作協力:日経映像
- 製作:テレビ東京、PROTX

### 街ガチャ争奪バトル
2023年11月1日開始。

#### ルール
決められたエリア内に設置されている「ガチャタマシリーズ」のカプセルトイを引き、引き当てた景品の場所（建物、観光スポットなど）に行って、ミッションをクリアすると1ポイント獲得。制限時間内までに、獲得したポイントの多かったチームの勝利。
- 自身・相手チーム関係なく、既にミッションクリアした景品を引いてしまうと、ペナルティでその場に15分待機となる。
- 景品の中には「劇レアアイテム」（以後、「レア」と表記）が含まれており、レアの景品を引いてそのミッションをクリアするとボーナスで2ポイント獲得となる。
- ミッション失敗した場合にも、ペナルティでその場に15分待機となるが、待機解除後に1ポイント獲得となる。

この企画も「ローカル路線バス乗り継ぎ対決旅」に位置付けられており、移動手段はバスと徒歩のみ。タクシー等の他の交通機関は利用不可。
場所ごとに決められたミッションは、「ガチャ旅のしおり」というものに書いてある。前述の「陣取り合戦」とほぼ同様のデザインとなっており、同様にミッションは黒いシールで隠されていて、ガチャで引かないとめくることができない。
ミッションをクリアすると、相手チームにはスタッフからミッションクリアされた旨が説明される。ただし、16時以降は説明が行われなくなるため、ガチャを引いて既にミッションクリア済みの景品を引いて初めて、既にミッションクリア済みかが判明する。
制限時間は18時までで、ミッションも18時までに終わらなければ無効となる。

#### 内容
| 弾 | エリア                       | チーム         | 獲得ポイント ○数字：ポイント獲得 ●：ペナルティ （○数字と●が両方記載の場合は、ミッション失敗だが1ポイント獲得）                                                                                 | 結果 | 備考 |
| -- | ---------------------------- | -------------- | --- | ---- | ---- |
| 1  | 埼玉県 （大宮駅周辺 川越市） | インテリチーム | ①大宮駅西口DOMショッピングセンター ②氷川神社 ●氷川神社 ③●川越氷川神社 ④COEDOビール（川越アートカフェ エレバート） ⑤龜屋本店 ⑥頑者本店 ●川越氷川神社 ⑦アトレマルヒロ（川越菓匠 くらづくり本舗） | 勝   |      |
| 1  | 埼玉県 （大宮駅周辺 川越市） | 体育会チーム   | ①つけ麺狼煙大宮店 ②そごう大宮店 ③さいたま市宇宙劇場 ④大宮駅（いづみや本店） ⑤小江戸鏡山酒造（河越酒店） ●龜屋本店 ●川越氷川神社 ●川越氷川神社 ⑥丸広百貨店川越店                                | 敗   |      |

## ぐるり一周対決旅
2021年6月9日開始。
レギュラー出演者は春日俊彰（オードリー、第1弾を除く）。なお、春日は第6弾までの全5戦で、引き分け1回・相手チームのアクシデントによる棚ぼた勝利2回を含み、無敗を維持している。

### ルール
両チームは同じ場所から「右回り」と「左回り」に分かれてスタートし、決められたチェックポイントを一周する。「右回り」「左回り」は、じゃんけんで決める。チェックポイントのミッションをクリアできないと次には進めない。
スタート地点へ先に戻ったチームが勝利。スタート地点へ戻ると、勝敗の結果を書いた紙が中に入っている「金の卵」が置かれている。第2弾からは、両チームともスタート地点に戻れなかった場合は、制限時間となった時点でゴール（元のスタート地点）により近づいたチームが勝利。
2日目の午前中まで、相手チームがミッションをクリアするとアラーム（相手チームのリーダーの声）が知らせる。
1日目は規定の時間でロケ終了。ただし、規定時間までに出発するバスや鉄道に乗車すれば到着時間には制限がなく、その列車の終点までであれば乗車可能。
第2弾・第3弾では、移動中に要所要所で「お小遣いチャンス」（ご当地クイズなど）が発生し、クリアすると1000円を獲得できる。
第3弾からは1日目の終わりに両チームとも「足止めカード」が使える。自分たちが1日目に通ってきた経路上に、相手に対して追加のミッションを設定できる。

#### 移動手段
- 第1弾-チームに支給される交通費は2日間3万円で、その範囲内であれば移動手段に何を使っても自由。
- 第2弾-移動手段は鉄道とバスのみ。ただし、2日間で1万円以内であればタクシーも利用可能。
- 第3弾・第4弾-移動手段は鉄道とバスのみ。チームに支給される2日間1万円以内[注 34]であれば移動手段に何を使っても自由。買い物もOK。
- 第5弾以降-移動手段は鉄道とバスのみ。ただし、2日間で規程の金額[注 35]以内であればタクシーなども利用可能。

#### 交差地点でのボーナス
- 第2弾-両チームが交差した時点でより多くの距離を進んでいるチームにボーナス（3000円）が支給される。
- 第3弾から第5弾-両チームが交差した時点でゴール（元のスタート地点）により近づいたチームにボーナス（2000円）が支給される。

### 内容
| 弾 | チェックポイント ※【】内は起終点、《》内は交差した地点。 | 結果                 | 備考 |
| -- | --- | -------------------- | ---- |
| 1  | 右回り/チーム安藤 ＞【活き活き亭富士見店（木更津港）】⇔東京ドイツ村⇔いすみパドルクラブ（夷隅川）⇔大原駅駅弁「いすみの宝石箱」⇔《御宿駅》⇔四方木不動滝（鴨川市）⇔是空（鴨川温泉）⇔うさぎ家／酒楽房（館山市）⇔日本寺 (千葉県鋸南町)瑠璃光展望台⇔【活き活き亭富士見店（木更津港）】＜ 左回り/チーム中澤  | 勝者：チーム中澤     |      |
| 2  | 右回り/体力チーム ＞【ポケットパーク（猪苗代町）】→豚久／鳥久（郡山市）⇔天狗岩（那須塩原市）⇔《湯野上温泉駅》（下郷町）※体力チームがボーナス獲得。⇔大内宿（下郷町）⇔道の駅あいづ 湯川・会津坂下（湯川村）⇔LAKE SIDE HOTELみなとや（猪苗代町）←【ポケットパーク（猪苗代町）】＜ 左回り/頭脳チーム      | 勝者：体力チーム     |      |
| 3  | 右回り/チーム春日 ＞【善光寺（長野市）】→志賀高原・横手山頂ヒュッテ（山ノ内町）⇔草津温泉（草津町）⇔《軽井沢駅付近》（軽井沢町）※チーム本田がボーナス獲得。⇔ビストロbird（軽井沢町）⇔佐久平ハイウェイオアシスパラダ（佐久市）⇔姨捨の棚田（千曲市/旧：更埴市）⇔【善光寺（長野市）】＜ 左回り/チーム本田 | 勝者：チーム春日     |      |
| 4  | 右回り/チーム春日 ＞【群馬県庁（前橋市）】⇔伊香保温泉・大坂屋（渋川市）⇔道の駅川場田園プラザ（川場村）⇔《日光湯元温泉・湖畔前バス停》（日光市）※チーム日本代表がボーナス獲得。⇔東武日光駅（日光市）⇔梨木温泉・梨木館（桐生市）⇔和楽（桐生市）⇔【群馬県庁（前橋市）】＜ 左回り/チーム日本代表          | 引き分け             |      |
| 5  | 右回り/チーム金メダル ＞【元箱根港（箱根町）】→沼津港（沼津市）⇔まかいの牧場（富士宮市）⇔《ふじてんスノーリゾート》（鳴沢村）※チーム金メダルがボーナス獲得。⇔富士山駅（富士吉田市）⇔御殿場プレミアム・アウトレット（御殿場市）⇔【元箱根港（箱根町）】＜ 左回り/チームレジェンド                       | 勝者：チーム金メダル |      |
| 6  | 右回り/チームハシヤスマナイ ＞【城ヶ崎海岸（伊東市）】⇔伊豆稲取駅（東伊豆町）⇔伊豆急下田駅（下田市）⇔沢田公園（西伊豆町）⇔《戸田漁港》（沼津市）⇔あわしまマリンパーク（沼津市）⇔伊豆ぐらんぱる公園（伊東市）⇔【城ヶ崎海岸（伊東市）】＜ 左回り/チーム春日                                             | 勝者：チーム春日     |      |

## BINGO対決旅
2021年8月11日開始。

### ルール
番組特製BINGOカード（5×5マス）のマスごとに指定された場所でミッションに挑戦。相手チームより先にミッションをクリアできれば、そのマスを獲得できる。ミッションの具体的な内容は、指定された場所に到着後に発表される。縦横斜めのいずれかでマスを揃えてビンゴしたチームの勝利。最終的に両チームともにビンゴできなかった場合は引き分け。
バス、鉄道、ロープウェイ等、さまざまな公共交通機関が利用できる。ただし、第2弾まではタクシーは使用不可。第3弾では2日間で1回だけ料金に制限なくタクシーが使用できる「タクシーカード」が導入された。
2日目には、別マスのミッションクリア後に相手から1マス横取りできる「スペシャルカード」が使用できる。ビンゴ上がりには使えない。相手チームに横取りされたマスを取返すことはできない（第2弾より）。
競技時間は決められているが、その時間内でバスや鉄道に乗車すれば到着時間には制限がない。
- 第1弾-9時から17時。
- 第2弾より-10時から18時。

### 内容
| ▲▲箱根登山バスのバス王子        | 仙石原温泉・レバニラ炒め   | 強羅・大パノラマと寄木                     | 宮ノ下・温泉シチューパン                         | 箱根ドールハウス美術館 |
| 強羅・豆腐カツ煮丼              | 芦之湯・飛龍の滝           | 旧街道・箱根駅伝往路優勝寄木細工トロフィー | 箱根★サン＝テグジュペリ 星の王子さまミュージアム | 芦ノ湖・龍神の玉       |
| 大涌谷・赤池地獄の黒ラーメン    | 畑宿・冷やし甘酒           | FREE                                       | 箱根湯本・日本一の琵琶法師                       | 箱根湯本・人力車       |
| 箱根神社                        | 箱根 彫刻の森美術館        | ふれあい どうぶつランド だっこして!ZOO!    | 仙石原・五百羅漢                                 | 強羅・食べられる雲     |
| 箱根寄木細工 関所からくり美術館 | 大平台・老舗ゲームセンター | 宮城野・箱根ハリウッドバーガー             | 箱根湯本・箱根溶岩唐揚げ                         | 箱根元宮               |

| 高山・○○すぎる名湯     | 須坂市動物園                 | 須坂・シャインマスカット         | 長野・昭和天皇御奉仕蕎麦   | 長野市茶臼山恐竜公園 |
| 中野・秋限定ジェラート | 小布施・世界一を生んだ寺     | 松代温泉黄金の湯※太川T間に合わず | 須坂・冒険できる洞窟カフェ | おぶせ温泉あけびの湯 |
| 須坂・上杉謙信の寺     | 篠ノ井・土鍋プリン※高島T断念 | FREE                             | 松代・真田家の学校         | 小布施・秋の○○拾い   |
| 小布施・座敷童子人形   | ▲須坂・味噌すき焼き          | ▲長野市城山動物園                | 高山・神の雫ワイン         | 善光寺本堂           |
| 中野・昆虫食自動販売機 | 篠ノ井・川中島納豆           | 長野・縄文おやき                 | 小布施・マロンスイーツ朱雀 | 松代・大地の卵       |

| 札幌・超巨大アスパラ農場 | 札幌・流通量1％以下ラム肉BBQ   | 小樽・人気日本一お取り寄せスイーツ店 | 札幌・市場海鮮丼                       | 定山渓・山わさび塩ラーメン改   |
| 江別・幻の小麦           | まちむら農場                   | 札幌・Ｑ極の醤油ラーメン             | ▲小樽・五大うに丼                      | 石狩・漁師料理の伝道師         |
| 大倉山ジャンプ競技場     | 小樽・日本初の海獣ショー       | FREE                                 | 小樽寿司屋通り                         | 石狩・世界一のスウェーデン料理 |
| 二条市場                 | アシリベツの滝※高島T間に合わず | 白い恋人パーク                       | 江別・ご馳走プリン                     | 札幌・賞味期限3分スイーツ      |
| 定山渓・歴史ある湯宿     | 小樽オルゴール堂               | ▲天狗山 (小樽市)                     | 札幌・日本一わかりづらいスープカレー屋 | 石狩・羊牧場                   |

※太川チーム：2勝 vs 高島チーム：1勝

## 1歩1円ウォー金グ対決旅
2022年10月26日開始。第1弾のタイトルは「究極の歩き旅 1歩1円ウォー金グ対決旅」。第2弾以降は「1歩1円ウォー金グ対決旅」。
レギュラー出演者はこがけん（第1・2弾はおいでやすこがとして出演）、田中要次、羽田圭介。
第1弾は知力チーム（リーダー:こがけん）対体力チーム（リーダー:原田龍二）の対決だったが、第2弾以降はこがけんをリーダーとする「こがけんチーム」と「バス旅Zチーム」（田中要次、羽田圭介）との対決企画になった。

### ルール

#### 基本ルール
1泊2日でチェックポイントでのミッションに挑戦しながらゴールを目指す。ゴール地点に立てられた旗の根本に「WINNER」と書かれていれば勝利で、何も書かれていなければ敗北となる。
スタートしてから計測する万歩計の歩数が1歩＝1円としてそのまま旅の資金となる。第1弾・2弾では交通費の他、宿泊代、チェックポイント以外での食費もここから出さなければならなかった。第3弾・第5弾ではさらに、ミッションクリアに必要な費用も旅の資金から出さねばならなかった。第4弾では、交通費のみ旅の資金から出した。
稼いだ旅の資金の内であれば、どんな交通手段も利用可能。ただし、第4弾では、ルールではなくバス旅Zチームが自主的に鉄道を使わないと宣言を行い、実際に利用しなかった。第5弾では、タクシーについては2日間で2回までと制限が課された。
1日目には活動できる時間に制限が設定され、その時点でバスや電車などを利用している場合は次のバス停や駅などで降車する。
- 第3弾では1日目が終了した際、お互いに電話で現在地を正直に報告し合った。

#### 万歩計と計測
万歩計はチームに1個で、換金するたびに歩数をリセットする。計測は徒歩での移動中のみで、交通機関を利用している間は止める。第3弾までは、1日目の20時以降も宿泊先までの歩数は計測した。第4弾は、19時の時点で万歩計を止めて換金した。
第2弾からは計測が厳格化された。
- 計測はチーム揃って移動している間のみで、万歩計を持った一人だけが余計に歩くなどして歩数を稼ぐのは禁止。
- 交通機関の利用などで計測を止めている間はスタッフが万歩計を預かり、徒歩での移動を再開する際に申告しないと万歩計を返してくれない。
- 1日目終了時にいったん換金して、2日目は歩数をリセットした状態からスタートする。

#### チェックポイントとミッション
指定されたチェックポイントは全て経由しなければならない。チェックポイントを1個でも飛ばしてゴールするのは禁止。チェックポイントごとに2種類のミッションが用意されており、クリア後のご褒美（ボーナス）の内容には格差がある。ミッションは早い者勝ちで、両チームが同じものを選べない。必ずしもチェックポイントとミッションを行う場所が同一とは限らない。第3弾の第2チェックポイント「仙元山見晴らしの丘公園」のミッションは離れた場所にある「分校カフェ MOZART」で行われた。
- 第4弾では、ミッションをクリアしても特典はなかった。
- 第3弾までは、 ミッションに失敗しても先には進めたが、第4弾では、ミッションをクリアしないと先には進めなかった。
- 第2弾ではチェックポイントをまわる順番をチームがそれぞれ自由に選べた。
- 第3弾では、第1チェックポイント（神奈川県藤沢市江の島パンケーキ、千葉県大多喜町山口農園）、第2チェックポイント（東京都高尾山やまびこ茶屋、埼玉県有間ダム、埼玉県仙元山見晴らしの丘公園）からそれぞれ1か所ずつ選んでクリアしなければならなかった。

#### 降板ルール
第4弾以降、「3連敗したチームは番組から降板する」というルールが発足。
- 第4弾にて、それまで2連敗中だったこがけんが「今回も負けたら番組を引退する」と宣言。しかしこの回はこがけんチームが勝利したため、引退は免れた。
- 第5弾にて、羽田が「僕らにも（3連敗で降板ルールが）適用されるんですか?」と聞き、こがけんが「そりゃそうでしょ」と返しているため、バス旅Zチームにもこのルールが適用されることが分かった。

### 内容
| 弾 | 起点                    | 終点                          | チーム         | 歩数総計                                  | 経路         | 結果               | 備考 |
| -- | ----------------------- | ----------------------------- | -------------- | ----------------------------------------- | ------------ | ------------------ | ---- |
| 1  | 神奈川県 小田原城       | 新潟県 直江津海水浴場         | 知力チーム     | 47191歩（約32km）                         | [ 1歩1円 1 ] | 勝                 |      |
| 1  | 神奈川県 小田原城       | 新潟県 直江津海水浴場         | 体力チーム     | 55877歩（約39km）                         | [ 1歩1円 1 ] | 敗                 |      |
| 2  | 栃木県 日光東照宮       | 岩手県 中尊寺                 | こがけんチーム | 51322歩                                   | [ 1歩1円 2 ] | 敗                 |      |
| 2  | 栃木県 日光東照宮       | 岩手県 中尊寺                 | バス旅Zチーム  | 42562歩                                   | [ 1歩1円 2 ] | 勝                 |      |
| 3  | 千葉県 “渚の駅”たてやま | 埼玉県 もみじ湖               | こがけんチーム | 33789歩（1日目19221歩, 2日目14568歩）     | [ 1歩1円 3 ] | 敗                 |      |
| 3  | 千葉県 “渚の駅”たてやま | 埼玉県 もみじ湖               | バス旅Zチーム  | 40990歩（1日目28105歩, 2日目12885歩）     | [ 1歩1円 3 ] | 勝                 |      |
| 4  | 群馬県 富岡製糸場       | 長野県 善光寺                 | こがけんチーム | 45707歩（1日目24506歩, 2日目21201歩）     | [ 1歩1円 4 ] | 勝                 |      |
| 4  | 群馬県 富岡製糸場       | 長野県 善光寺                 | バス旅Zチーム  | 47962+a歩（1日目26973歩, 2日目20989+a歩） | [ 1歩1円 4 ] | 敗（途中リタイア） |      |
| 5  | 北海道 札幌市大通公園   | 北海道 帯広市ばんえい牧場十勝 | こがけんチーム | 57079歩（1日目34629歩, 2日目22450歩）     | [ 1歩1円 5 ] | 勝                 |      |
| 5  | 北海道 札幌市大通公園   | 北海道 帯広市ばんえい牧場十勝 | バス旅Zチーム  | 42303歩（1日目21241歩, 2日目21062歩）     | [ 1歩1円 5 ] | 敗                 |      |

※こがけんチーム：2勝 vs バス旅Zチーム：2勝

## ワンコイン温泉はしご対決旅
2024年1月17日開始。

### ルール
決められたエリア内にある温泉地をめぐり、入浴料が500円以下の温泉施設で獲得したポイントの数を競う。
入浴料（貸切風呂などで発生する入浴料以外の料金は含まない）が500円以下なら1ポイント、300円以下ならさらに1ポイント（合計2ポイント）もらえる。ゴールの温泉地では、先着したチームのみポイントを獲得できる。ゴール以外の温泉施設には入浴できない。
ポイントを獲得すると、その温泉のお湯をポイントの数と同じ本数のペットボトルにつめる。ゴールでその本数を確認して勝敗を決する。
入浴料は、入浴中または入浴後に金額を隠したフリップで温泉施設のスタッフが目隠しをシール下一桁から順にはがして発表する。
一つの温泉地ではポイントを獲得できるまで複数の温泉施設に入浴できるが、ポイント獲得後に続けて別の温泉施設へ入ることはできない。相手チームが入浴した温泉施設には入浴できない。
ポイントを獲得すると2日目の12時まで、相手チームにアラーム（ザ・ドリフターズ『ドリフのビバノン音頭』）で通知される。
移動手段はバスと鉄道、徒歩のみ。タクシーは2日間で1万円分まで利用できる。
1日目は19時まで活動できる。2日目は20時までに指定されたゴールに到着できないと失格となる。

### 内容
| 弾 | エリア | 起点／終点         | チーム         | 獲得ポイント （）内は入浴料 ○数字：獲得ポイント累計、●：ポイント獲得断念 | 結果 | 備考 |
| -- | ------ | ------------------ | -------------- | --- | ---- | ---- |
| 1  | 福島県 | 湯野上温泉穴原温泉 | 昭和世代チーム | ［1日目］ ①湯野上温泉（500円） ②③熱塩温泉（200円） ④喜多の郷温泉（500円） ●磐梯熱海温泉 ［2日目］ ⑤うねめ温泉（500円） ⑥土湯温泉（500円） ●川上温泉 ⑦⑧飯坂温泉（300円） ⑨穴原温泉（500円） | 勝   | 先着 |
| 1  | 福島県 | 湯野上温泉穴原温泉 | 平成世代チーム | ［1日目］ ①湯野上温泉（500円） ②芦ノ牧温泉（500円） ●東山温泉 ③④磐梯熱海温泉（300円） ［2日目］ ⑤中ノ沢温泉（500円） ⑥沼尻温泉（500円） ⑦⑧飯坂温泉（200円） ●穴原温泉                      | 敗   | 後着 |

## 真夏の絶恐映像 日本で一番コワい夜
2021年から毎年7月に放送している対決旅ものではない企画。2014年から2020年まで主に毎年8月の水曜日に放送していた『最恐映像ノンストップ』シリーズの後継シリーズでもある。心霊スポットでのロケ映像や資料映像、再現ドラマなどをスタジオで出演者が視聴するという内容。
『水バラ』枠終了後は『真夏の怪奇ファイル』とタイトルを変更したが、内容や出演者は踏襲している。
前進番組『最恐映像ノンストップ』
1. 2014年8月13日（水） ①18:57 - 19:55 ②19:59 - 20:54[54]
2. 2014年12月3日（水） ①18:57 - 19:55 ②19:59 - 20:54[55]
3. 2015年7月29日（水） ①18:57 - 19:45 ②19:49 - 20:54[56]
4. 2016年8月3日（水） 18:55 - 22:00[57]
5. 2017年8月6日（日） 19:54 - 21:54 『日曜ビッグバラエティ』枠[58]
6. 2018年8月15日（水） 19:54 - 22:00[59]
7. 2019年7月24日（水） 18:22 - 22:00[60]
8. 2020年8月26日 当枠

| 第1弾 2021年7月14日 |
| --- |
| 1. 災いを呼ぶ因縁物 2. 幽霊寺の秘蔵"心霊写真" 3. 本当にあった恐怖の再現ドラマ 4. 伝説の霊能者「宜保愛子」 5. 長きにわたり解明されていない"怪奇音楽"を徹底検証！ 6. 怪奇現象を絶恐体感 7. 全国から厳選!戦慄の恐怖映像を連発!! |

| 第2弾 2022年7月13日 |
| --- |
| 1. 伝説の霊能者・宜保愛子のルーツに迫る 2. 怪奇現象続発!世田谷区の雑居ビル検証 3. ＜藁人形・呪いの儀式＞の現場へ 4. 絶恐ツアー!静岡県の戦慄スポット 5. 完全再現!!異能の復元納棺師が登場 6. 全国から集結!災いを招く因縁物と所有者の叫び |

| 第3弾 2023年7月12日 |
| --- |
| 1. 最恐因縁物と所有者の叫び 2. 関東絶恐ツアー!最恐スポットの呼び声高い廃ホテル街道 3. 怨念がにじみ出る心霊写真を一挙大公開 4. 謎の現象続発!目撃情報が後を絶たない怪奇物件 5. 有名ノンフィクション作家「工藤美代子」の恐怖体験を完全再現 |

| 第4弾 2024年7月3日 |
| --- |
| 1. 因縁物「災いを呼ぶ地蔵」「老婆を愛した日本人形」 「不幸を呼ぶ謎の鎧掛け」「怪現象を呼ぶ市松人形」 2. 不動産仲介業者が語る 驚愕!事故物件の真相 3. 恐怖体験をドラマ化「孤独死した女」「血まみれの男」 4. 最恐 心霊写真10連発 5. 恐怖実話「死者の民泊」 6. 特殊能力を持つ復元納棺師 7. 伝説の霊能者 宜保愛子 8. 自殺者がでたというウワサの鉄塔 襲いかかる恐怖 異臭 写真 体の不調 |

後継番組『真夏の怪奇ファイル』
1. 2025年8月14日（木） 18:25 - 21:50[61]

## 他枠発祥の企画

### 『太川蛭子の旅バラ』

#### ローカル路線バスVS鉄道 乗り継ぎ対決旅
太川陽介率いるバスチームと村井美樹率いる鉄道チームの3名ずつに分かれ、それぞれバスと鉄道を乗り継ぎチェックポイントを経由して1泊2日でゴールへの先着を競う。
第1弾の『路線バスVS鉄道乗り継ぎ対決旅&重大発表2時間SP 盛岡〜八甲田山』は、2019年11月13日に前身番組の『太川蛭子の旅バラ』にて放送。
第2弾 以降は当枠にて放送、シリーズ化された。
第9弾は『土曜スペシャル』枠、第10弾は新春特番として放送。

※詳細は『バスvs鉄道乗り継ぎ対決旅』を参照。

#### ローカル鉄道寄り道旅
『太川蛭子の旅バラ』で2019年10月16日に放送予定だったが延期となった第10弾を2020年7月22日に当枠で放送。

※詳細は『ローカル鉄道寄り道旅』を参照。

### 『土曜スペシャル』

#### すごろく旅
『土曜スペシャル』で2012年11月10日から2017年5月20日までに12作が放送された『電車&バスで行く!すごろくの旅』の後継シリーズ。

#### よゐこのすごろく旅
第1弾『よゐこのすごろく旅 めざせ石廊崎!春の伊豆半島縦断』は、2019年3月2日に『土曜スペシャル』にて放送。

※詳細は『電車&バスで行く!すごろくの旅#よゐこのすごろく旅』を参照。

#### THEすごろく旅
2020年10月14日放送の1回のみ。
原田龍二と丸山桂里奈の2チームに分かれて対戦した。

※詳細は『電車&バスで行く!すごろくの旅#THEすごろく旅』を参照。

#### すごろく旅NEO
2023年8月9日に第1弾を放送。
高橋みなみとダレノガレ明美の2チームに分かれて対戦した。

※詳細は『電車&バスで行く!すごろくの旅#すごろく旅NEO』を参照。

#### ルーレット旅
『土曜スペシャル』で2013年9月21日から2015年3月14日までに3作が放送された『ルーレット旅』の後継シリーズ。

#### 電車＆バスで回るルーレット旅
2020年8月19日放送の1回のみ。
東貴博（Take2）と塚地武雅（ドランクドラゴン）の2チームに分かれて対戦した。

※詳細は『電車＆バスで回るルーレット旅』を参照。

#### ハイウェイSA&PA対決旅
2022年9月28日に第1弾を放送。『土曜スペシャル』時代の『高速SA&PAルーレット旅』がもとになっている。
Snow Manチームがゲストチームと対戦する。

※詳細は『ハイウェイSA&PA対決旅』を参照。

#### かまいたちの名所名物先取り旅
第4弾（2022年7月23日放送）まで『土曜スペシャル』で放送していたが、同年10月からフジテレビ系列でかまいたちのレギュラー番組『イタズラジャーニー』が同枠と同時間帯で始まったため、新作が作られていなかった。

2023年3月8日放送の第5弾から当枠で放送されている。

※詳細は『かまいたちの名所名物先取り旅』を参照。

#### 三代目JSBのご主人何代目?老舗名店探し対決旅
2023年10月7日に第1弾を『土曜スペシャル』で放送。
2024年4月17日の第2弾は当枠で放送。

※詳細は『三代目JSBの「ご主人何代目?」路線バス"老舗店"対決旅』を参照。

#### ダイアンの奇跡の安い店!沿線グルメ対決旅
2023年11月11日に第1弾を『土曜スペシャル』で放送。
2024年5月1日の第2弾からは当枠で放送。

※詳細は『ダイアンの奇跡の安い店 沿線グルメ対決旅』を参照。

### 『火曜エンタ』
ラテ欄タイトルに『水バラ』表記なし。

#### 内村のツボる動画
2021年1月13日放送の第12弾から2022年3月2日放送の第25弾まで当枠で放送。

※詳細は『内村のツボる動画』を参照。

#### 世界が騒然!本当にあった㊙衝撃ファイル
2020年7月8日放送の第17弾から2021年3月31日放送の第33弾まで不定期に当枠で放送。

※詳細は『世界が騒然!本当にあった㊙衝撃ファイル』を参照。

## スピンオフ企画

### 答え合わせ
「バスVS鉄道」「路線バスで鬼ごっこ」の毎回放送終了直後にTVer・U-NEXT （Paravi）などで配信されている企画。2021年7月24日に『土曜スペシャル』枠で放送された「バスVS鉄道乗り継ぎ対決旅第9弾」からスタートした。
「バス旅」シリーズの「正解ルート」をまとめているwebサイト「タビリス」運営者監修の下、敗北したチームのリーダー または両チームのリーダー を収録後別日に招集し、「勝敗を分けた運命の乗り継ぎ」または「禁断の答え合わせ」と題して勝敗を覆し得たポイントとなる場面を検証を交えつつ15～20分ほど振り返る。
本放送のネット配信が終わると同時に削除される。
なお同企画は本家「ローカル路線バス乗り継ぎの旅」シリーズでもZ第17弾から「旅の日」企画を除いて毎回行われているが、水バラとは異なりロケ終了直後にディレクターと語り合う「座談会」方式で行われている （当該記事も参照）。

### ローカル路線バス乗り継ぎ対決旅 路線バスで呑みごっこ
2022年5月、Paravi限定で3回に分けて「路線バスで鬼ごっこ」の番外編として配信。太川陽介と松本利夫（EXILE）がゲストとともに居酒屋さんで呑みながら、バスの路線図を元にした「バス旅すごろく」で対決する。
　【ルール】
1. 最初の逃げ子や交代した後の逃げ子はサイコロを2回振れる。
2. 逃げ子は鬼に追いつかれたり抜かれたりすると鬼役にチェンジする。
3. 赤いマスは素通りできず、実際の時刻表を使った2択問題に挑戦する「乗り継ぎチャレンジ」が発生。
正解すると残りのマスを2倍進める。
不正解ならそのマスで停止した上に1回休み。
4. チェックポイントで逃げ子がミッションに挑戦できるのは3回まで。
ミッションに成功するとご褒美メニューが食べられる上、ゴール発表後に使用できる追加サイコロ「ラストスパートサイコロ」をゲットできる。
1回失敗するごとに鬼はサイコロを振ってコマを進めることができるので、挑戦中に追いつかれるとミッション失敗になる。

　【内容】
| #     | 太川チームゲスト    | 松本チームゲスト         | 舞台           | 配信時間（分） |
| ----- | ------------------- | ------------------------ | -------------- | -------------- |
| 1     | 高田秋              | 辻本達規（BOYS AND MEN） | 北鉄奥能登バス | 18             |
| 2前半 | 高田秋              | 辻本達規（BOYS AND MEN） | 北鉄奥能登バス | 17             |
| 2後半 | 益子卓郎（U字工事） | 島谷ひとみ               | 鎌倉           | 17             |
| 3     | 益子卓郎（U字工事） | 島谷ひとみ               | 湘南           | 20             |

### 目指せ地上波!女同士のガチンコ乗り継ぎ対決旅
2022年9月、Paravi限定で3回に分けて配信。これまでの対決旅同様、3人ずつの2チームに分かれて勝敗を競うというもの。参加した6人からMVPに選ばれた1人には、地上波の『水バラ』に出演できるという特典がある。
　【出演】「チームキュート」（村重杏奈・中井りか・大黒柚姫）、「チームビューティー」（西野未姫・高田秋・ぁぃぁぃ）
　【ナレーション】小林将大
　【ルール】
1. 箱根湯本駅から5種類の公共交通機関（電車・バス・ケーブルカー・ロープウェイ・船）を使い、途中のミッションをクリアしながらゴールの大観山展望台の先着を目指す。
2. 1種類の公共交通機関を利用できるのはそれぞれ1回だけで、1度降りたら、その乗り物には2度と乗ることはできない。
3. タクシーは3,000円以内であれば何度でも乗車可能。
4. チェックポイントやロケ中の貢献度により個人評価を行い、勝利チームの中で一番評価の高かったメンバーが地上波での出場権を獲得できる。
5. 1日のみの勝負で宿泊はない。

　【配信時間】#1 28分、#2 26分、#3 28分

## 関連番組

### バス乗り継ぎのプロ!太川陽介から逃げ切れるか
- 実質的に「路線バスで鬼ごっこ」の派生企画[72]。制限時間内に指定されたエリア内のチェックポイントをクリアしながら「鬼」の太川陽介に捕まらず逃げ切れた「逃げ子」が勝利となる。
- 逃げ子全員が捕まえられた場合は、鬼（太川）の勝利となる。
- 番組自体は『旅バラ』とは銘打っていないものの、TVerでの配信は『旅バラ』の1企画の扱いで配信されている。

#### ルール
鬼（太川）
1. 逃げ子よりも1時間遅くスタート。
2. 移動は路線バスと徒歩のみ。
3. 逃げ子の位置を常時GPSで確認できる。
4. 逃げ子本人であると判別できる写真をデジカメで撮影できれば確保となる。「路線バスで鬼ごっこ」同様、写真がブレている等本人と確認できない場合は無効。
5. 逃げ子を確保すると全員に通知される。
6. 確保された逃げ子は鬼の手下となり（「鬼」と書かれたビブスを着用）、鬼に同行しながら確保を手伝う。

逃げ子
1. 鬼よりも1時間早くスタート。
2. 自由に選んだチェックポイントを目指しながら移動する。
3. 移動は路線バスと徒歩のみだが、ミッションクリアで獲得したタクシー代の金額内であればタクシーも使用できる。
4. チェックポイントごとに指定されたミッションをクリアするたびタクシー代500円がもらえる。
5. チェックポイント1か所につきクリアできる逃げ子は1人のみ。
6. ミッションをクリアすると全員に通知される。
7. ミッションをクリアした逃げ子は3分間だけ鬼の位置をGPSで確認できる。

#### 内容
| 2025年7月5日 - | 2025年7月5日 - | 2025年7月5日 - | 2025年7月5日 - | 2025年7月5日 -                                                    | 2025年7月5日 - | 2025年7月5日 - | 2025年7月5日 - | 2025年7月5日 -         |
| 回             | 放送日         | 曜日           | 放送時間       | タイトル                                                          | エリア         | 出演者 | 勝者           | 備考                   |
| -------------- | -------------- | -------------- | -------------- | ----------------------------------------------------------------- | -------------- | --- | -------------- | ---------------------- |
| 1              | 2025年 7月5日  | 土             | 12:15 - 14:15  | バス乗り継ぎのプロ!太川陽介から逃げ切れるか【夏の群馬高崎決戦SP】 | 高崎市         | 【鬼】太川陽介 【逃げ子】糸井嘉男、鏡優翔、菅田愛貴（超ときめき♡宣伝部）、瀬戸利樹、高木晋哉（ジョイマン） 【ナレーター】立木文彦 | 鬼（太川）     | テレビ東京のみで放送。 |

## ネット局
| 放送対象地域   | 放送局                | 系列           | 放送時間           | ネット状況 | 脚注      |
| -------------- | --------------------- | -------------- | ------------------ | ---------- | --------- |
| 関東広域圏     | テレビ東京（TX）      | テレビ東京系列 | 水曜 19:54 - 21:00 | 【制作局】 |           |
| 北海道         | テレビ北海道（TVh）   | テレビ東京系列 | 水曜 19:54 - 21:00 | 同時ネット |           |
| 愛知県         | テレビ愛知（TVA）     | テレビ東京系列 | 水曜 19:54 - 21:00 | 同時ネット |           |
| 大阪府         | テレビ大阪（TVO）     | テレビ東京系列 | 水曜 19:54 - 21:00 | 同時ネット |           |
| 岡山県・香川県 | テレビせとうち（TSC） | テレビ東京系列 | 水曜 19:54 - 21:00 | 同時ネット |           |
| 福岡県         | TVQ九州放送（TVQ）    | テレビ東京系列 | 水曜 19:54 - 21:00 | 同時ネット |           |
| 岐阜県         | 岐阜放送（GBS）       | 独立局         | 水曜 19:54 - 21:00 | 同時ネット | [ 注 57 ] |
| 滋賀県         | びわ湖放送（BBC）     | 独立局         | 水曜 19:54 - 21:00 | 同時ネット |           |
| 奈良県         | 奈良テレビ（TVN）     | 独立局         | 水曜 19:54 - 21:00 | 同時ネット |           |
| 和歌山県       | テレビ和歌山（WTV）   | 独立局         | 水曜 19:54 - 21:00 | 同時ネット |           |
| 日本全域       | BSテレ東（2K・4K）    | BS放送         | 不定期放送         | 遅れネット | [ 注 58 ] |

- 三重テレビを除く独立局では、同時ネットとはいえ番販ネットのため、自主編成のため臨時非ネットとすることがある。

※その他、系列外でも番販扱いで放送される場合がある。